# Catifa turca

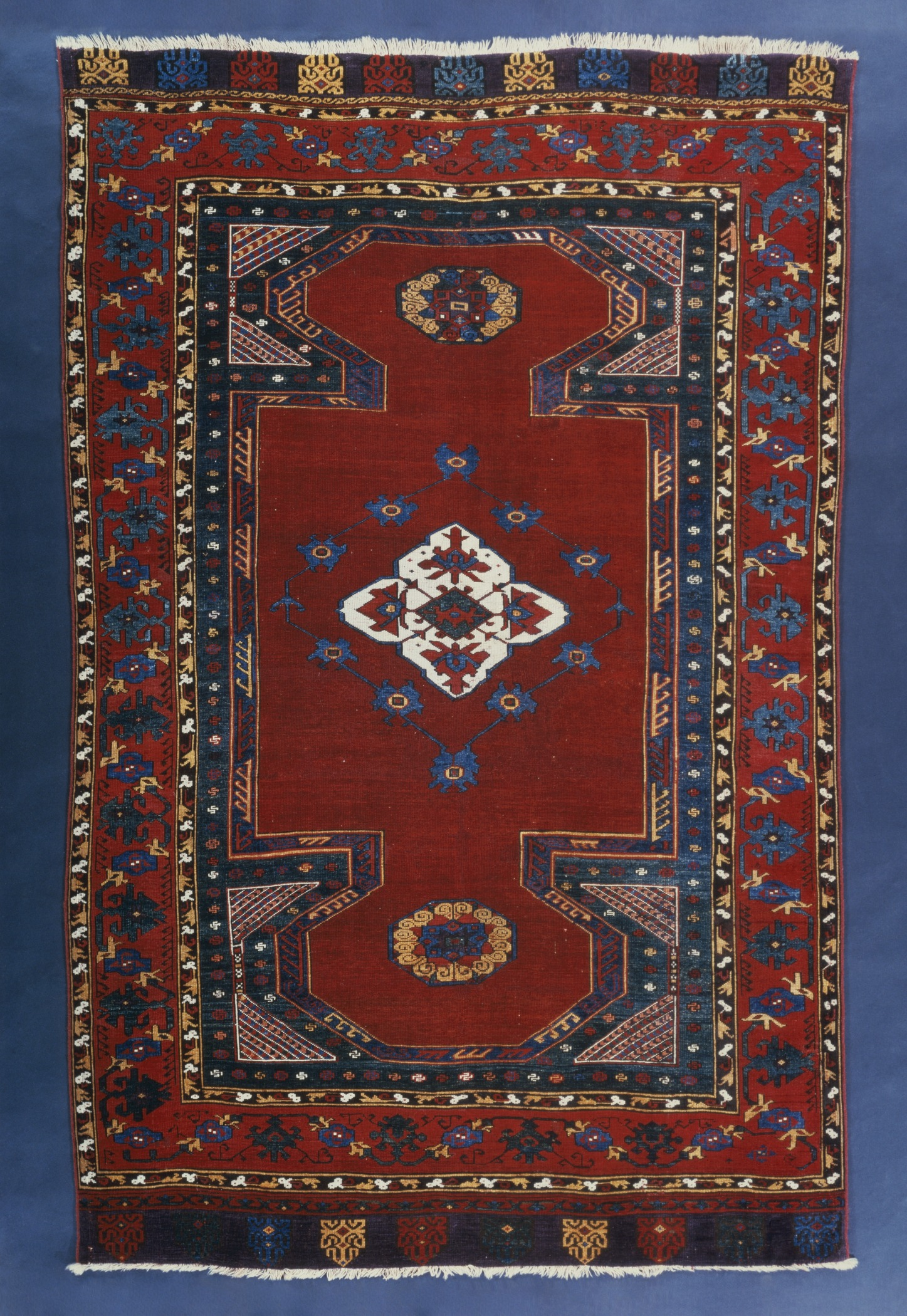
Catifa turca de doble nínxol, regió de Konya, cap a 1750-1800. LACMA M.2004.32 LACMA M.2004.32

La catifa turca o catifa d'Anatòlia és un terme de conveniència, comunament usat per designar catifes teixides a Anatòlia (o l'Àsia Menor) i les seves regions adjacents. Geogràficament, la seva àrea de producció es pot comparar amb els territoris històricament dominats per l'Imperi Otomà. Té un teixit nuat amb pèl i es produeix per a ús domèstic i la seva col·locació a terres o parets, la seva venda en locals i també per l'exportació. Juntament amb el kilim de teixit pla, les catifes d'Anatòlia representen una part essencial de la cultura regional, que avui es coneix oficialment com la cultura de Turquia, i es deriva del pluralisme ètnic, religiós i cultural d'un dels centres més antics de la civilització humana. Aquesta barreja originàriament va començar com a resultat de la trobada dels turcs i la seva cultura amb les dels pobles que es trobaven en el seu camí durant la seva migració des de l'Àsia central a Occident, així com els armenis, les tribus caucàsiques i kurdes que vivien o migraven a Anatòlia a diferents èpoques de la història van contribuir amb els seus motius i ornaments tradicionals. L'arribada de l'islam i el desenvolupament de l'art islàmic va influir profundament en el disseny de la catifa d'Anatòlia. Els seus ornaments i patrons reflecteixen així la història política i la diversitat social de l'àrea. Tanmateix, la recerca científica no va poder, fins al moment, atribuir cap característica de disseny particular a cap tradició ètnica o regional específica, o també diferenciar entre patrons de disseny nòmades i camperols.
Dintre del grup de catifes orientals, la catifa d'Anatòlia es distingeix per les característiques particulars dels seus tints i colors, motius, textures i tècniques. Els exemples varien en mida des de petites yastik fins catifes grans, de la mida d'una cambra. Els exemples més antics de catifes d'Anatòlia que es coneixen daten del segle xiii. Diferents tipus de catifes s'han teixit de llavors ençà en manufactures i tallers provincials, llars de llogarets, assentaments tribals o en la carpa dels nòmades. Les catifes es produïen simultàniament en tots els nivells de la societat, principalment amb llana d'ovella, cotó i tints naturals. Sovint estan lligades amb nusos simètrics, que van ser tan àmpliament utilitzats en la zona que els comerciants de catifes occidentals a començaments del segle xx van adoptar el terme nus «turc» o «Ghiordes» per a aquesta tècnica. A partir de 1870, la cort otomana també fabricava catifes de seda, de vegades amb fils d'or o plata, però el material tradicional de la majoria de les catifes d'Anatòlia va ser la filatura a mà de llana tenyida natural.
A Europa, les catifes d'Anatòlia es representaven amb freqüència en pintures renaixentistes, sovint en un context de dignitat, prestigi i luxe. Els contactes polítics i el comerç es van intensificar entre Europa occidental i el món islàmic després del segle xiii. Quan es va establir el comerç directe amb l'Imperi Otomà durant el segle xiv, es va donar a tots els tipus de catifes, indiscriminadament, la firma de catifes «turques», independentment del seu lloc de fabricació real. Des de finals del segle xix, les catifes orientals han estat subjectes a l'interès històric i científic de l'art en el món occidental.
L'art i l'artesania de la catifa de Turquia van experimentar seriosos canvis amb la introducció de tints sintètics de l'últim terç del segle xix en endavant. La producció massiva de catifes barates dissenyades per a l'èxit comercial havia portat l'antiga tradició a l'extinció. A la fi del segle xx, projectes com la Iniciativa de catifes DOBAG han reviscut amb èxit la tradició del teixit de catifes d'Anatòlia amb filatura de llana a mà i dissenys tradicionals.

## Història

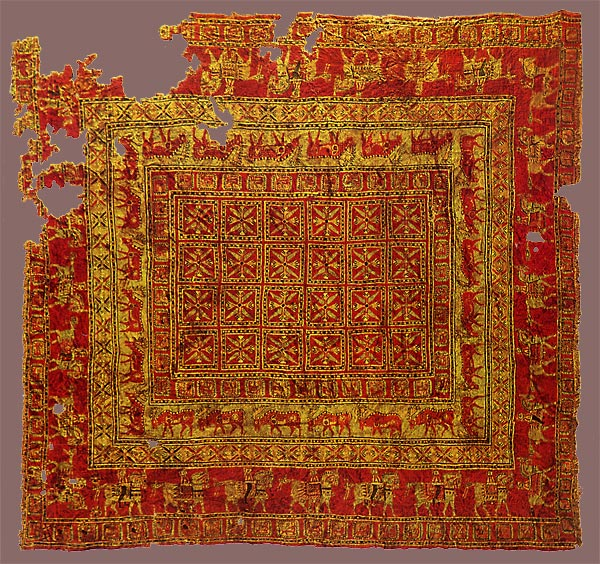
La Catifa Pasyryk, circa ., Museu de l'Ermitage (Sant Petersburg).

L'origen del teixit de catifes continua sent desconegut, ja que les catifes estan subjectes al desgast i destrucció per part d'insectes i rosegadors i de l'ús. Van sorgir controvèrsies sobre la precisió de l'afirmació, que els registres més antics de kilims de teixits plans procedeixen de les excavacions de Çatalhöyük, que daten de l'any 7000 aC. aproximadament. L'informe dels excavadors, va romandre sense confirmar, ja que afirmava que les pintures murals i segells d'argila per a estampar els vestits, que representen motius dels kilims, s'havien desintegrat poc després de la seva exposició.
La catifa nuada més antiga que es conserva és la catifa Pasyryk, que data del segle v aC. La seva fabricació és desconeguda, però el seu fi teixit de nusos i el model finament elaborat és un espectacle simètric de l'art en l'elaboració de catifes, que havia arribat a aquest primer període amb una gran maduresa tècnica i artística.
La història del teixit de catifes a Anatòlia ha d'entendre's en el context de la història política i social del país. Anatòlia va ser la llar d'antigues civilitzacions, com ara els hitites, els frigis, els assiris, els perses, els armenis, els antics grecs i l'Imperi Romà d'Orient. La ciutat de Bizanci va ser fundada al segle vii aC pels grecs, i declarada com una ciutat romana l'any 303 per l'emperador romà Constantí I el Gran. El teixit de catifes probablement ja es coneixia a Anatòlia durant aquest temps, però avui no es coneixen catifes que puguin remuntar-se a aquesta època. L'any 1071, els seljúcides d'Alp Arslan va derrotar l'emperador romà d'Orient Romà IV Diògenes a la batalla de Mantziciert. Romà fou fet presoner. Encara que es va fer un tractat que establia una frontera similar a la que ja existia de facto, en la pràctica en els següents anys els seljúcides Oghuz es van estendre per Anatòlia.

### Catifes Seljuq: informes de viatgers i fragments de Konya
A començaments del segle xiv, Marco Polo va escriure a les notes dels seus viatges:
...et ibi fiunt soriani et tapeti pulchriores de mundo et pulchrioris coloris.

«... y aquí hacen las más hermosas sedas y alfombras del mundo, y con los colores más hermosos».
Venint de Pèrsia, Polo va viatjar de Sivas a Kayseri. Abu-l-Fidà, citant Ibn Saïd al-Maghribí, es refereix a l'exportació de catifes de les ciutats d'Anatòlia cap a finals del segle xiii: «Aquí es fabriquen les catifes turcmanes, que s'exporten a tots els altres països». Ell i el comerciant marroquí Ibn Battuta esmenten Aksaray com un important centre de teixit de catifes a principis i a mitjan segle xiv.
Les catifes teixides supervivents més antigues es van trobar a Konya, Beyşehir i Fustat, i daten del segle xiii. Aquestes catifes del Període Seljuq d'Anatòlia (1243-1302) es consideren el primer grup de catifes d'Anatòlia. Vuit fragments van ser trobats a 1905 per F.R. Martin, a la mesquita d'Alaeddin a Konya, quatre a la mesquita de Eşrefoğlu a Beyşehir en la província de Konya per R.M. Riefstahl el 1925. Altres fragments es van trobar a Fustat, avui un suburbi de la ciutat del Caire.
A jutjar per la seva mida original —l'historiador Riefstahl informa una catifa de fins a 6 m de longitud—, les catifes de Konya han d'haver estat produïdes en fàbriques de la ciutat, ja que els telers d'aquesta mida difícilment podrien haver estat instal·lats a una casa nòmada o de poble. On exactament es van teixir aquestes catifes és desconegut. Els patrons de camp de les catifes de Konya són en la seva majoria geomètrics i petits amb relació a la mida de la catifa. Patrons similars estan disposats en files diagonals: hexàgons amb resseguiments simples o enganxats; quadrats plens d'estrelles, amb kufic interposat com decoració; hexàgons en diamants composts de rombes plens de flors i fulles estilitzades. Les seves fronteres principals sovint contenen ornaments cúfics. Les cantonades no estan «resoltes», el que significa que el disseny del caire està tallat i no continua en diagonal prop de les cantonades. Els colors —blau, vermell, verd, en més petita mesura també blanc, marró, groc— són tènues, amb freqüència dos tons del mateix color s'oposen entre si. Quasi tots els fragments de catifes mostren diferents patrons i ornaments. Les catifes de Beyşehir estan estretament relacionades amb l'espècimen de Konya pel que fa a disseny i color.
Per contrast amb les «catifes d'animals»del període següent, les representacions d'animals rara vegada es veuen als fragments d'aquest període. Les files de quadrúpedes amb banyes col·locats un enfront de l'altre, o les ausal costat d'un arbre es poden reconèixer en alguns fragments. L'estil de les catifes seljúcides té un paral·lelisme entre la decoració arquitectònica de les mesquites contemporànies, com les de Divriği, Sivas i Erzurum, i pot estar relacionat amb l'art romà d'Orient. Les catifes es conserven al Museu Mevlana a Konya, i al Museu d'Art Turc i Islàmic d'Istanbul.

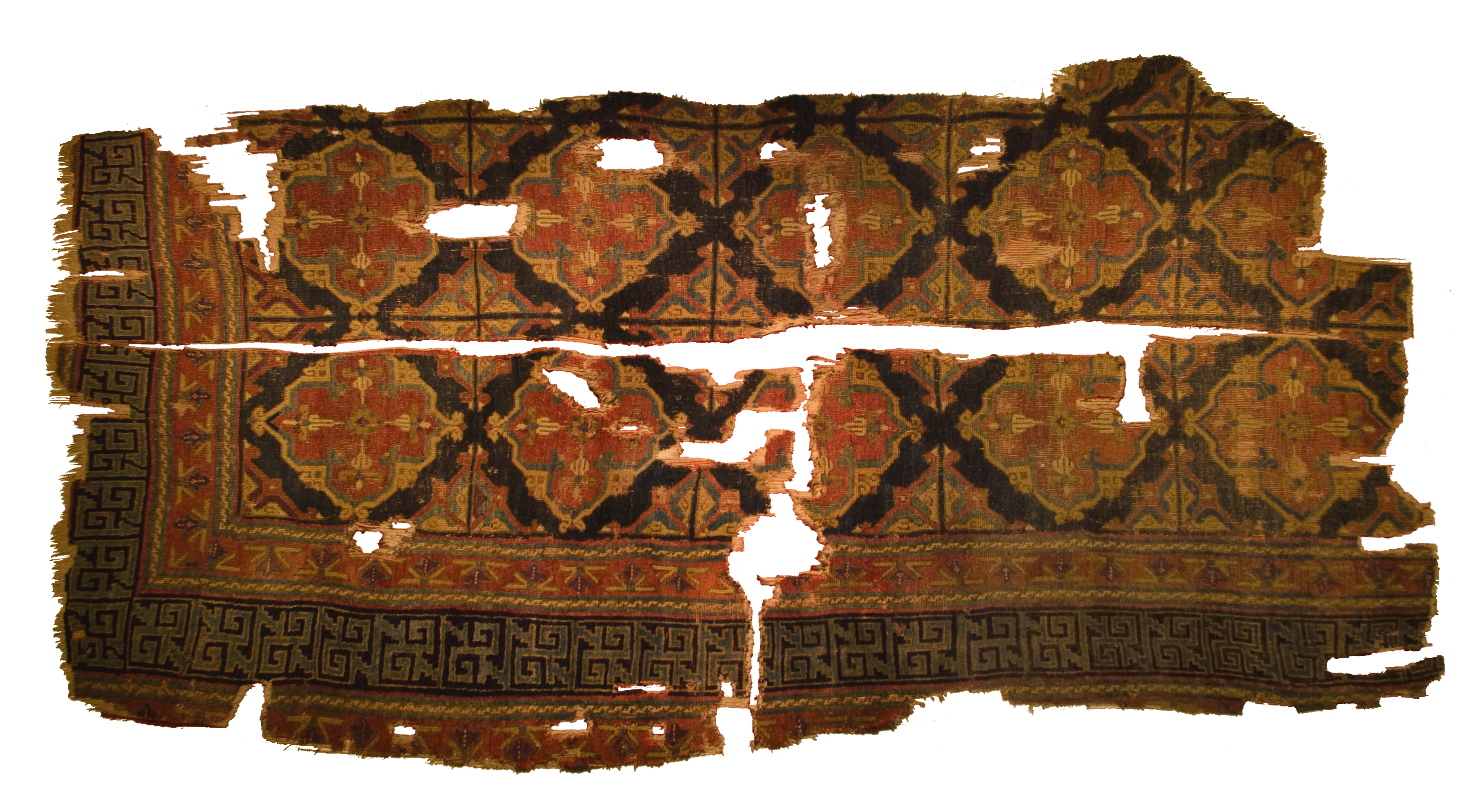
Fragment de catifa de la mesquita de Eşrefoğlu, Beysehir, Turquia. Període Seljuq, segle xiii.
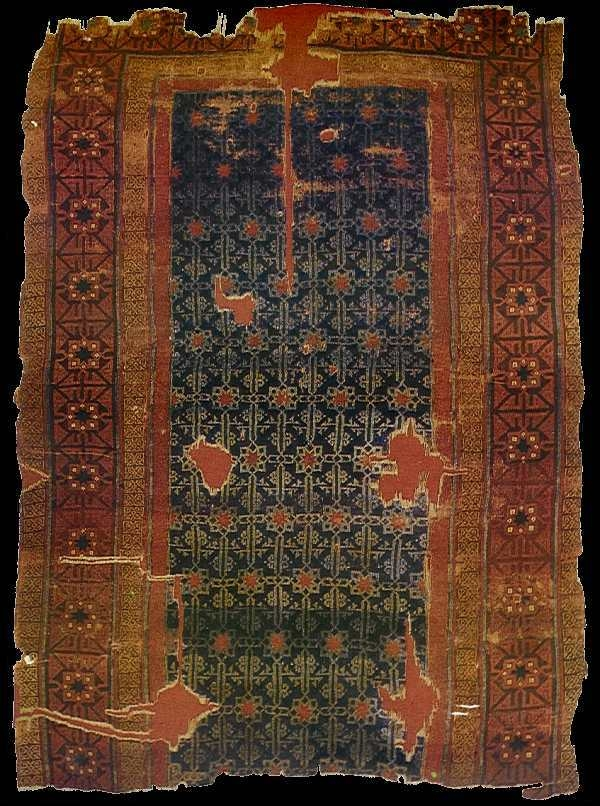
Catifa Seljuq, 320 x 240 cm, de la mesquita d'Alaeddin, Konya, segle xiii
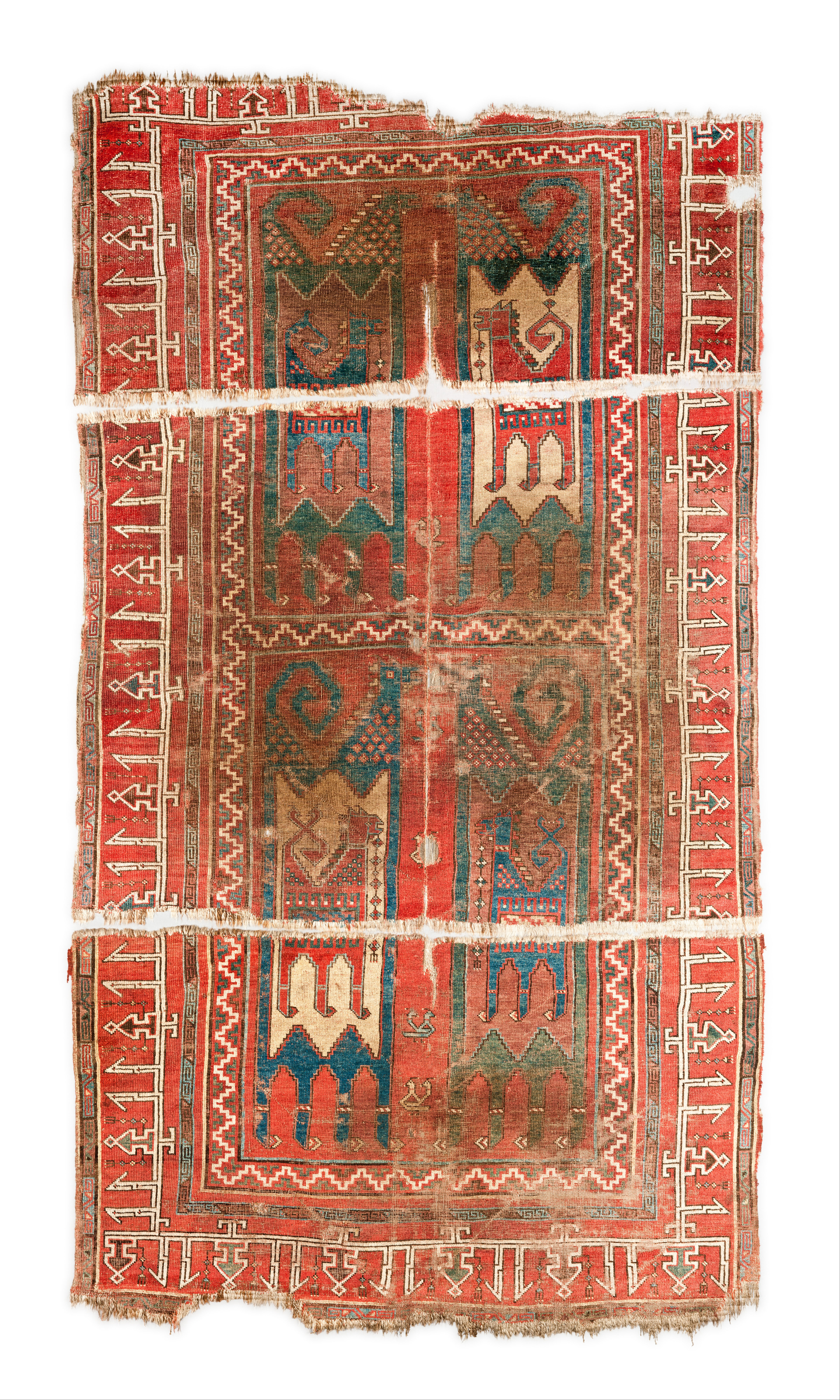
Catifa d'animals, datada del segle xi-XIII, Museu d'Art Islàmic, Doha

### Catifes dels beilicats d'Anatòlia
A començaments del segle xiii, el territori d'Anatòlia va ser envaït per mongols. L'afebliment del Soldanat de Rum va permetre a les tribus turcmanes conegudes com els turcs Oghuz organitzar-se en petits emirats independents, els beilicats d'Anatòlia. Aquests van ser integrats més tard a l'Imperi Otomà pels soldans Bayezid I (1389-1402), Murad II (1421-1481), Mehmed el Conqueridor (1451-1481) i Selim I (1512-1520).

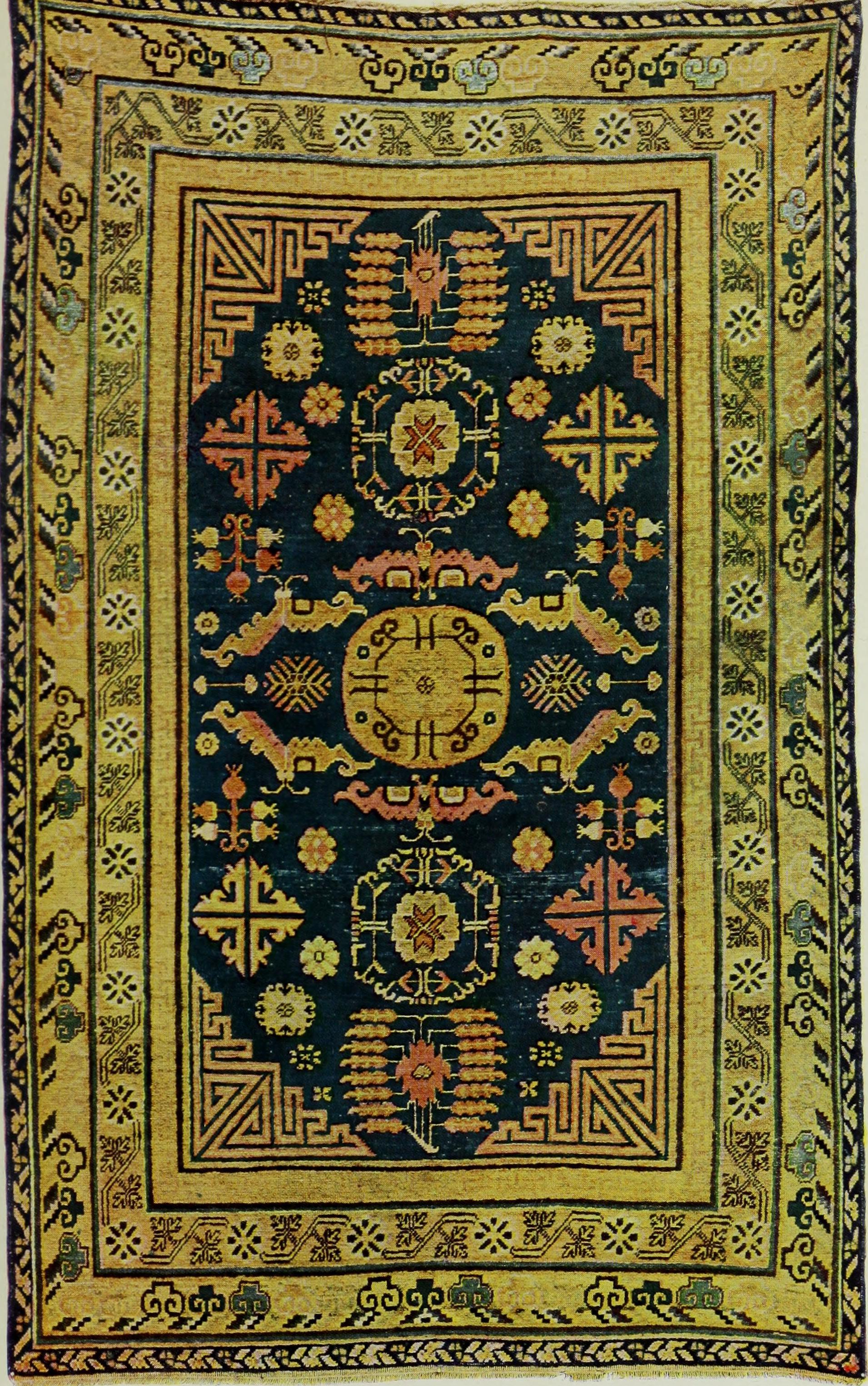
Catifa turcmana amb tres medallons gul centrals.

Fonts literàries com el Llibre de Dede Korkut confirmen que les tribus turcmans produïen catifes a Anatòlia. Els tipus de catifes teixides pels beilicats turcs romanen desconeguts, ja que no han pogut ser identificats. Una de les tribus turcmanes del grup Beylik, els Tekeoğulları (Beylicat de Teke); es van establir al sud-oest d'Anatòlia al segle xi, i van regressar a la mar Càspia més tard.

#### Guls
Les tribus Tekke de Turkmenistan, que vivien al voltant de Merv i Amu Darya durant el segle xix i anteriors, van teixir un tipus diferent de catifa caracteritzada per motius florals estilitzats, anomenats «guls», en repetides files. Guls són medallons, sovint octogonals, i amb freqüència una mica angulosos en un plànol en general octogonal, encara que poden ser una mica arrodonits dins de les limitacions del teixit de catifes, i alguns tenen forma de rombe. En general, tenen simetria rotacional doble o simetria de reflexió especular —sovint tant esquerra / dreta com amunt / avall. Als teixits turcmans de les catifes, els guls es repeteixen per formar el patró bàsic en el camp principal o sigui excloent la vora.

### Catifes otomanes
Al voltant de 1300, un grup de tribus turcmanes sota Suleiman i Ertuğrul Gazi es van moure cap a l'oest. Sota Osman I, van fundar l'Imperi Otomà al nord-oest d'Anatòlia; el 1326, els otomans van conquerir Bursa, que es va convertir en la primera capital de l'estat otomà. Cap a finals del segle xv, l'estat otomà era una gran potència política i econòmica. Al 1517, el Soldanat Mameluc va ser enderrocat a la guerra otomano-mameluca (1516-1517).
Solimà I el Magnífic, el desè soldà (1520-1566), va envair Pèrsia i va forçar el Xa persa Tahmasp I (1524-1576) a traslladar la seva capital de Tabriz a Qazvin, fins que es va acordar el tractat d'Amasya el 1555.
A mesura que la influència política i econòmica va créixer en l'Imperi Otomà, Istanbul es va convertir en un punt de trobada de diplomàtics, comerciants i artistes. Durant el regnat de Solimà I el Magnífic, artistes i artesans de diferents especialitats van treballar plegats en les fàbriques de la cort (Ehl-i Hiref). La cal·ligrafia i la pintura en miniatura als manuscrits van exercir una gran influència al disseny dels models de les catifes. A més a més d'Istanbul, Bursa, Iznik, Kütahya i Ushak eren llocs de fàbriques de diferents especialitats. Bursa es va fer famosa per les seves teles de seda i els seus brocats, Iznik i Kütahya van ser famosos per les seves ceràmiques i rajoles, Uşak, Gördes i Ladik per les seves catifes. La regió d'Ushak, un dels centres de producció «cortesana» otomana, va produir algunes de les millors catifes del segle xvi. Les catifes Holbein i Lotto van ser teixides aquí.Les catifes de vellut de seda amb brocats daurats conegudes com a çatma estan associades amb l'antiga capital otomana de Bursa, a prop del Mar de Màrmara.

#### Catifes amb animals delseglexv
Encara existeixen molt poques catifes que representin la transició entre els últims seljúcidas i els primers períodes otomans. Un motiu xinès tradicional, la lluita entre el fènix i el drac, es veu en una catifa d'Anatòlia, avui al Museu de Pèrgam, Berlín, la datació per radiocarboni va confirmar que la catifa es va teixir a mitjan segle xv, durant el principi d'Imperi Otomà. Està teixida amb nusos simètrics. El motiu xinès probablement va ser introduït en l'art islàmic pels mongols durant el segle xiii. Una altra catifa que mostra dos medallons amb dos ocells a més a més d'un arbre va ser trobada a l'església sueca de Marby. Es van trobar més fragments a Fustat, avui un suburbi de la ciutat del Caire.
Les catifes "Phoenix i Drac» i «Marby» van ser els únics exemples existents de catifes amb animals d'Anatòlia conegudes fins al 1988. De llavors ençà, s'han trobat d'altres set catifes d'aquest tipus. Van sobreviure en monestirs tibetans, els monjos dels quals van ser expulsats i van fugir al Nepal durant la revolució cultural xinesa. Una d'aquestes catifes va ser adquirida pel Museu Metropolità d'Art de Nova York, que s'assembla a una pintura de l'artista de l'escola senesa Gregorio di Cecco: Les noces de la Marededeu, 1423; mostra grans animals enfrontats, cadascun amb un petit animal endins. Una catifa amb medallons d'ocells i arbres en sèrie es mostra en la pintura de Sano di Pietro El matrimoni de la Marededeu (1448-1452).
Més catifes d'animals van ser representades en les pintures italianes dels segles xiv i xv i, per tant, representen les primeres catifes orientals que es mostren en les pintures del Renaixement. Encara que únicament han sobreviscut uns pocs exemples de les primeres catifes d'Anatòlia, les pintures europees informen sobre el coneixement de les catifes seljúcidas tardanes i dels primers otomans. Cap a finals del segle xv, les decoracions amb models geomètrics es van fer més freqüents.

#### Catifes Holbein i Lotto
Les catifes Holbein prenen el seu nom de Hans Holbein el Jove a causa de la seva representació en pintures de Renaixement europeu. D'acord amb la distribució i la mida dels seus medallons geomètrics, es fa una distinció entre els models de catifes Holbein «grans» i «petites». El tipus petit Holbein es caracteritza per petits octàgons, que sovint inclouen una estrelles i que es distribueixen en un camp de patró regular, envoltat d'arabescs.El tipus gran Holbein mostra dos o tres medallons grans, que sovint inclouen estrelles de vuit puntes. El seu camp sovint està cobert de diminuts adorns florals. La decoració de les vores consisteix en caràcters cúfics representats amb una més gran o menor precisió.
Les catifes de «grans» podrien haver-se fabricat a Pèrgam i les de «petits compartiments» a Uşak. El Museu d'Arts Aplicades de Viena, el Museu del Louvre a París i el Museu Metropolità d'Art a Nova York, conserven catifes d'Ushak particularment belles.
Les catifes Lotto mostren una quadrícula groga d'arabescs geomètrics, amb elements intercanviables cruciformes, octogonals o en forma de diamant. Els exemples més antics tenen vores cúfics. El camp sempre és vermell, i està cobert amb fulles de color groc brillant sobre una relació subjacent d'elements octogonals o rombiformes. Es coneixen catifes de diverses mides de fins a 6 metres quadrats. L'historiador Ellis, Charles Grant, distingeix tres grups de disseny principals per a les catifes Lotto: l'estil d'Anatòlia, l'estil kilim i l'estil ornamental.
Les catifes Holbein i Lotto tenen poc en comú amb les decoracions i els ornaments que es veuen als objectes d'art otomans diferents de les catifes. Briggs va demostrar similituds entre tots dos tipus de catifes, i els tapissos timúrides representats en pintures en miniatura. Les catifes Holbein i Lotto poden representar una tradició de disseny que es remunta al període de l'imperi Timúrida.

#### Catifes Uşak
Les catifes Estrella Uşak es van teixir en grans formats. Es caracteritzen per grans medallons primaris en forma d'estrella blau fosc en repetició infinita en un camp de terra vermell que conté un rotlle floral secundari. El disseny probablement va ser influït pel de llibres perses del nord-oest, o pels medallons de catifes també perses. En comparació amb el medalló de les catifes d'Uşak, el concepte de repetició infinita en les catifes d'estrelles d'Uşak és més accentuat i d'acord amb la tradició de disseny primari turc. A causa de la seva forta al·lusió a la repetició infinita, el disseny estrella d'Uşak es pot utilitzar en catifes de diverses mides i en moltes dimensions variables.

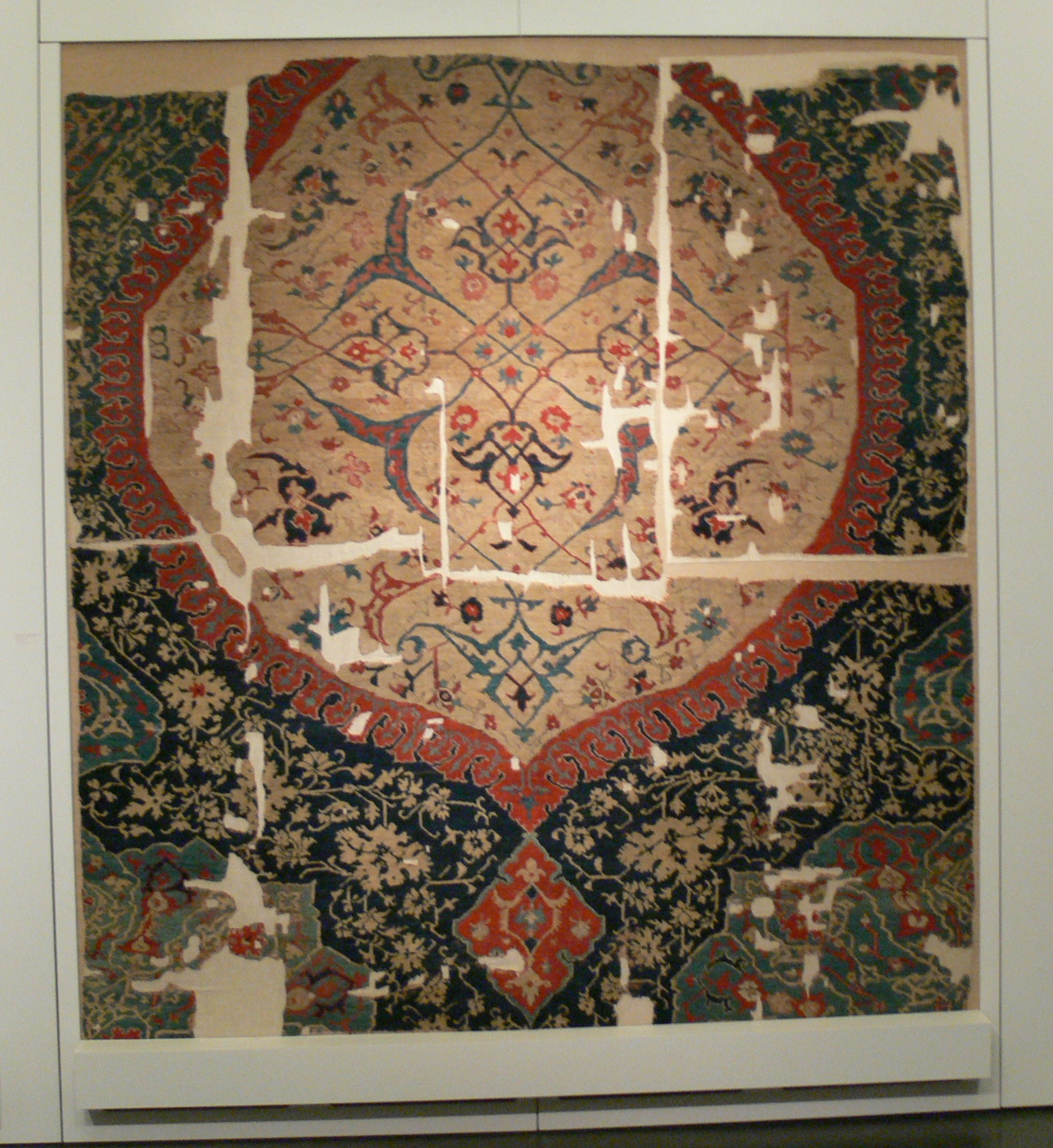
Fragmento de una catifa Medalló Uşak, ca. 1600. Museum of Islamic Art, Berlín.

Les catifes Medalló Uşak acostumen a tenir un camp vermell o blau decorat amb un enreixat floral o de fulles, medallons primaris ovoides que s'alternen amb estrelles de vuit lòbuls més petites o medallons lobulats, entrellaçats amb traceria floral. La seva vora freqüentment conté palmetes en un pergamí floral i fulles, i caràcters pseudocúfics.
Les catifes Medalló Uşak amb els seus dissenys curvilinis s'aparten significativament dels dissenys de les catifes turques anteriors. El seu sorgiment al segle xvi suggereix un impacte potencial dels dissenys perses. Ja que els turcs otomans van ocupar l'antiga capital persa de Tabriz a la primera meitat del segle xvi, tindrien coneixement i accés a les catifes de medallons perses. Diversos exemples s'han trobat a Turquia d'una data primerenca, com la catifa que Erdmann va trobar al Palau de Topkapı. El medalló de la catifa Uşak, tanmateix, concebut com a part d'una repetició sense fi, representa una idea turca específica, i és diferent de la comprensió persa d'un medalló central autònom.
L'estrella i el medalló Uşak representen una innovació important, ja que en ells, els ornaments florals apareixen a les catifes turques per primera vegada. La substitució d'ornaments florals i foliars per dissenys geomètrics, i la substitució de la repetició infinita per composicions grans i centrades d'ornaments, va ser denominada per Kurt Erdmann com la «revolució del patró».
Un altre petit grup d'aquestes catifes es diu de Uşak de doble niu. En el seu disseny, els medallons de les cantonades s'han col·locat molt junts, de manera que formen un nínxol en tots dos extrems de la catifa. Això s'ha entès com un disseny de catifa d'oració, perquè un penjoll que s'assembla a una làmpada de la mesquita està suspès d'un dels nínxols. L'esquema de disseny resultant s'assembla al disseny del medalló persa clàssic. Contraintuïtiu al disseny de catifes d'oració, algunes de les Uşaks de doble niu també tenen medallons centrals. Aquest tipus de catifa poden proporcionar un exemple per a la integració de patrons perses en una tradició de disseny d'Anatòlia més antiga.

#### Catifes Selendi de terra blanc

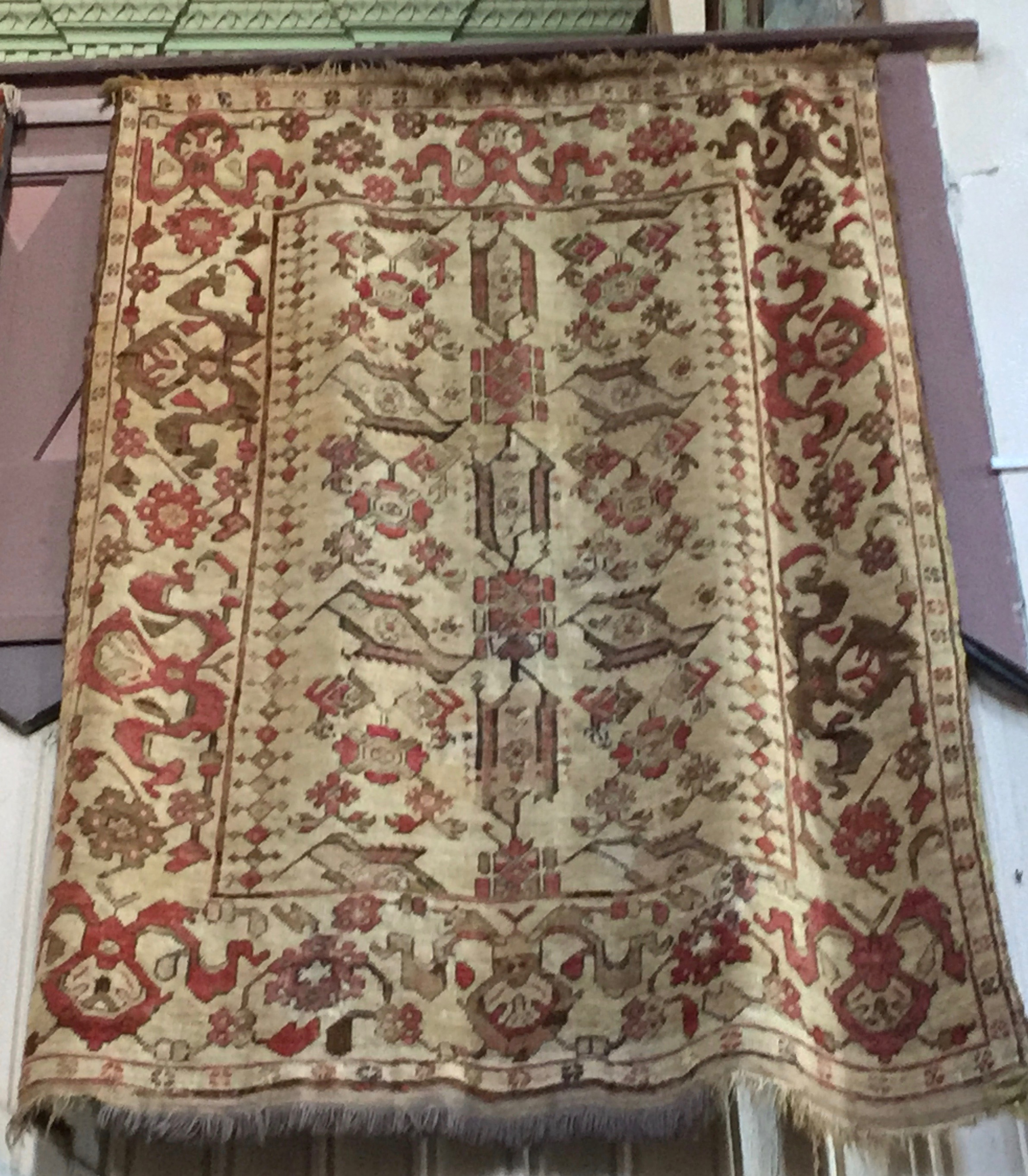
Catifa blanca «Selendi» amb decoración d'ocells. Monestir de Sighişoara (Romania).

També es coneixen exemples de catifes teixides a l'àrea d'Uşak, els camps de les quals estan coberts per ornaments com el motiu Cintamani, realitzat amb tres orbes acolorits disposats en triangles, sovint amb dues bandes ondulades col·locades sota cada triangle de les boles. Aquest motiu en general apareix a un fons blanc. Juntament amb els ocells i un grup molt petit de les nomenades «catifes d'escorpí», formen un grup conegut com a «catifes de terra blanc». Les catifes amb ocells tenen un disseny de camp tot geomètric de quatrefolis repetits que tanquen una roseta cadascun. Encara que de disseny geomètric, el patró té similituds amb els dissenys de sèries d'ocells. Les catifes del grup de terra blanc s'han atribuït a la ciutat propera de Selendi, segons una llista oficial de preus otomana, (narh defter) de 1640 que conté una «catifa blanca amb estampat de lleopard blanc, de la ciutat de Selendi, a la vora d'Usak».

#### Catifes otomanes del Caire

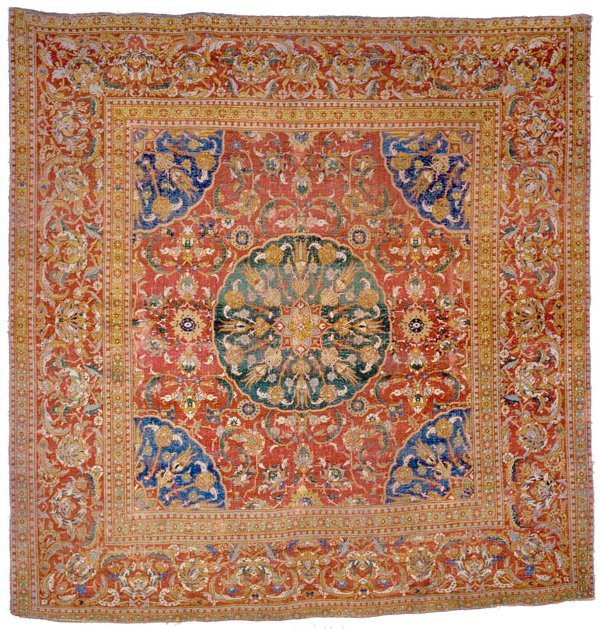
Catifa otomana, segurament del Caire. Primera part del.

Després de la conquesta otomana de 1517 del soldanat mameluc a Egipte, dues cultures diferents es van fusionar, y es pot apreciar en les catifes mameluques teixides després d'aquesta data. La tradició anterior de la catifa mameluca utilitzava llana "S" (en el sentit de les agulles del rellotge) i llana "Z" (antihorària) i una paleta limitada de colors i matisos. Després de la conquesta, els teixidors del Caire van adoptar un disseny turc otomà. La producció d'aquestes catifes va continuar a Egipte, i probablement també a Anatòlia, a començaments del segle xvii.

#### Catifas Transsilvània
Transsilvània, a l'actual Romania, va ser part de l'Imperi Otomà des de 1526 fins a 1699. Era un centre important per al comerç de catifes amb Europa. També es van valorar a Transsilvània, i les catifes turques es van usar com a mobiliari decoratiu de la paret en esglésies protestants cristianes. Entre d'altres, l'Església Negra de Brașov encara té una gran varietat de catifes d'Anatòlia. El nom «catifa Transsilvània» s'utilitza com un terme de conveniència per denotar un patrimoni cultural de les catifes islàmiques dels segles XV-XVII, principalment d'origen otomà, que s'han conservat en les esglésies de Transsilvània. La seva preservació en les esglésies cristianes, per estrany que sigui l'escenari, va fer que les catifes estiguessin protegides contra el desgast i els canvis de la història, i amb freqüència romanien en excel·lents condicions. Entre aquestes catifes es troben les ben conservades catifes Holbein, Lotto i Uşak i les Selendi de terra blanc.
El terme «catifa de Transsilvània» es refereix més específicament a quatre tipus diferents de catifes d'Anatòlia que han sobreviscut a Transsilvània. La «catifa d'oració», el disseny de la qual es caracteritza per un únic nínxol vermell, carcanyols blancs amb una un brot floral curvilíni que ondula amb diversos tipus de capolls i flors, i vores grogues-ocre amb dissenys curvilinis. Els camps són en general ocre, de vegades vermell. Gairebé sempre està buit d'adorns addicionals, amb l'excepció de petites decoracions florals a la vora o en lloc seu una làmpada de mesquita a la part superior del nínxol. El nínxol en si mostra dissenys també coneguts de les catifes d'oració otomanes d'Anatòlia: el punt alt o sota de l'arc, i amb contorns dentats o escalonats. Una catifa d'aquest tipus es representa a la pintura de Pieter de Hooch de l'any 1663 Retrat d'una família que fa música.
Es coneixen al voltant de 100 catifes amb «doble nínxol de Transsilvània». Per regla general, el seu format és petit, amb vores de cartel·les oblongues i angulars els centres[de les quals estan plenes de motius florals estilitzats, de vegades intercalats amb rosetes o cartutxos estelats més curts. La primera representació de catifes amb aquest disseny de vora apareix a les pintures d'Holanda de principi] del segle xvii, com per exemple, el 1620 Retrat d'Abraham Graphaeus de Cornelis de Vos i de Thomas de Keyser el Retrat d'un home desconegut (1626) i Retrat de Constantijn Huyghens i el seu empleat (1627), són entre les primeres pintures que representen catifes del tipus de doble nínxol de Transssilvània.
L'observació que existeixen dos tipus diferents de disseny de cantonada en paral·lel no implica necessàriament que un tipus s'hagi desenvolupat a partir de l'altre. S'ha suggerit que el disseny de doble nínxol es va desenvolupar a partir del disseny d'un sol lloc mitjançant el reflex simètric al llarg d'un eix horitzontal central. Sovint, els medallons centrals d'aquest tipus contenen un ornament central cruciforme. El color de fons és groc, vermell o blau fosc.

#### Seglexix: estil «Mecidi» i la fabricació a Hereke

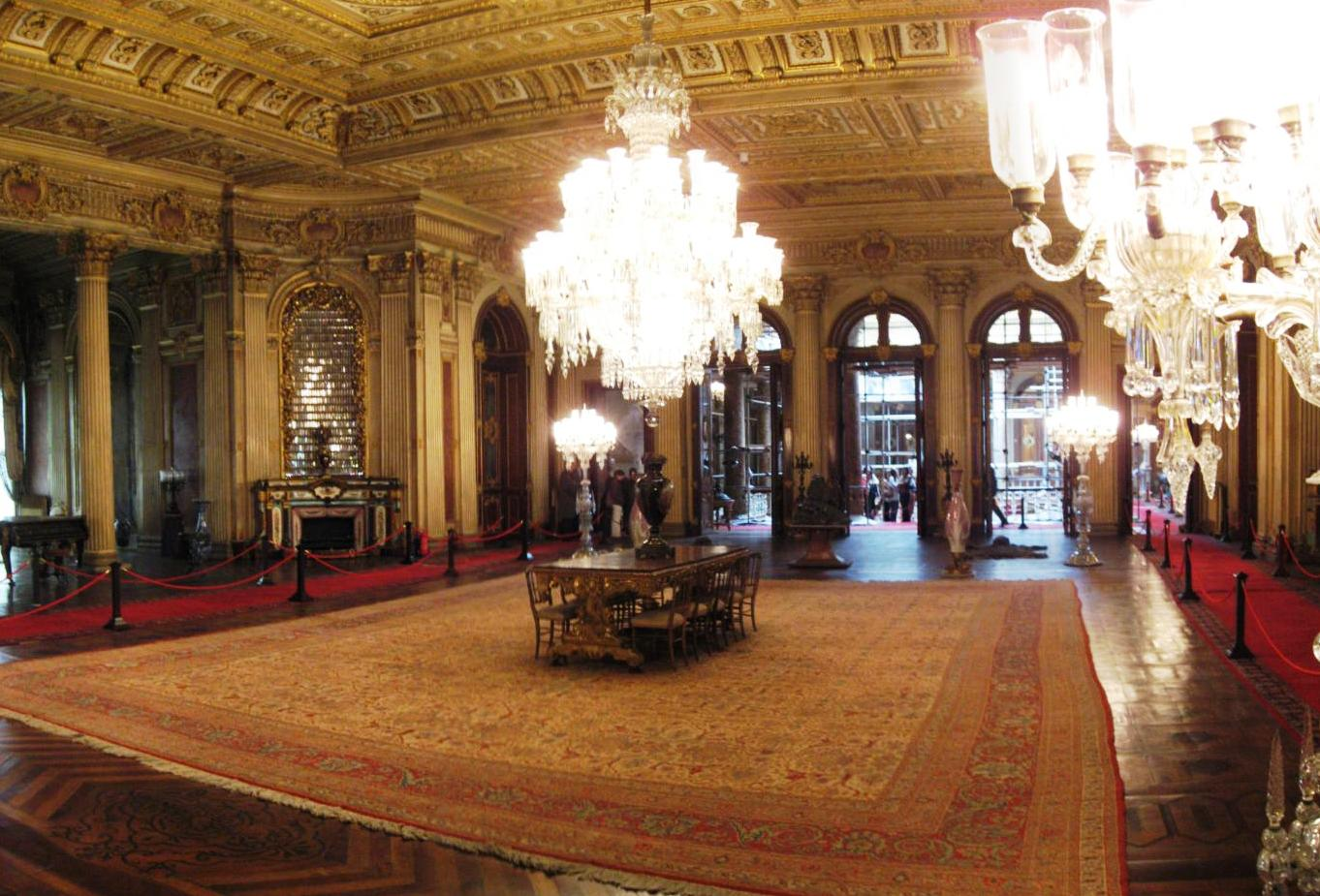
Catifa d'Hereke a la sala del Palau de Dolmabahçe.

A la fi del segle xviii, l'estil «barroc turc» o «mecidi» es va desenvolupar a partir de dissenys barrocs francesos. Les catifes es van teixir segons els patrons de la Savonnerie francesa i el tapís d'Aubusson. El soldà de l'Imperi Otomà Abdülmecit (1839-1861) va construir el Palau de Dolmabahçe, inspirat en el Palau de Versalles.
Un taller de teixit es va establir el 1843 a Hereke, una ciutat costanera a 60 quilòmetres d'Istanbul a la badia d'Izmit. També va subministrar als palaus reials amb brocats de seda i d'altres tèxtils. La Fàbrica Imperial Hereke inicialment va incloure telers que produïen tela de cotó. Brocats de seda i velluts per a cortines i tapisseria van ser fabricats en un taller conegut com el «Kamhane». El 1850, els telers de cotó es van traslladar a una fàbrica a Bakirköy, a l'oest d'Istanbul, i es van instal·lar telers de jacquard a Hereke. Encara que en els primers anys la fàbrica produïa exclusivament per als palaus otomans, a mesura que augmentava la producció, els teixits estaven disponibles en el Gran Basar, a la segona meitat del segle xix. L'any 1878 un incendi a la fàbrica va causar grans danys, i no es va tornar a obrir fins al 1882.
La fabricació de catifes va començar a Hereke el 1891 i teixidors de catifes experts van ser portats dels centres de Sivas, Manisa i Ladik. Les catifes van ser teixides a mà, i en els primers anys van ser fetes per als palaus otomans o com a regals per als estadistes visitants. Més tard, també van ser teixides per a l'exportació. A partir de 1920, Hereke va ser la llar d'una escola de fabricació de catifes que era administrada per l'estat. Tant dones com nens musulmans i cristians van assistir a classes.
Les catifes d'Hereke són, per regla general, catifes molt grans, de mida de palau, i estan fetes amb llana sobre cotó, camell sobre cotó, seda sobre cotó i seda sobre seda, estan nuades en mides petites. La precisió dels seus nusos dobles (nusos turcs o ghiordes, permet la visualització clara dels patrons, juntament amb les combinacions de colors i els patrons harmoniosos, les han fetes altament col·leccionables. Ara com ara, les catifes i tapissos d'Hereke continuen fabricant-se amb els patrons tradicionals del soldà otomà Abdülmecit, així com amb els patrons tradicionals d'Anatòlia i figuratius contemporanis. Aquestes catifes es troben entre les millors i més valuosos exemples de catifes teixides en el món.

### Història moderna: decadència i reactivació
La història moderna de catifes i tapissos va començar al segle xix quan va sorgir la creixent demanda de catifes fetes a mà en el mercat internacional. Tanmateix, la tradicional catifa teixida a mà i tenyida de manera natural és un producte molt laboriós, ja que cada pas de la seva fabricació requereix un temps considerable, des de la preparació, filat, tenyit de la llana fins a la instal·lació del teler, nuant cada nus a mà, i acabant la catifa per poder finalment sortir al mercat. En un intent d'estalviar en recursos i costs, i maximitzar els guanys a un entorn de mercat competitiu es van introduir els tints sintètics, les eines de teixit no tradicionals com el teler mecànic i dissenys estandarditzats. Això va conduir a una ruptura ràpida de la tradició, el que va resultar en la degeneració d'un art que s'havia cultivat durant segles. El procés va ser reconegut pels historiadors de l'art ja el 1902. Fins ara no es coneixia exactament quan va començar aquest procés de degeneració, però s'observa principalment des que va tenir lloc la introducció a gran escala dels colors sintètics.
Cap a finals del segle xx, es va reconèixer la pèrdua del patrimoni cultural i es va començar a reviure la tradició. Les iniciatives es van iniciar amb l'objectiu de restablir l'antiga tradició del teixit de catifes a mà amb llana tenyida de manera natural. El retorn al tenyiment i teixit tradicional per part dels productors, i el renovat interès dels clients en aquestes catifes, va ser anomenat per Eilland com el «Renaixement de les catifes». Per tant, les catifes d'Anatòlia romanen distingibles de les catifes teixides en altres regions.

## Teixit de catifes: materials, tècnica, processos

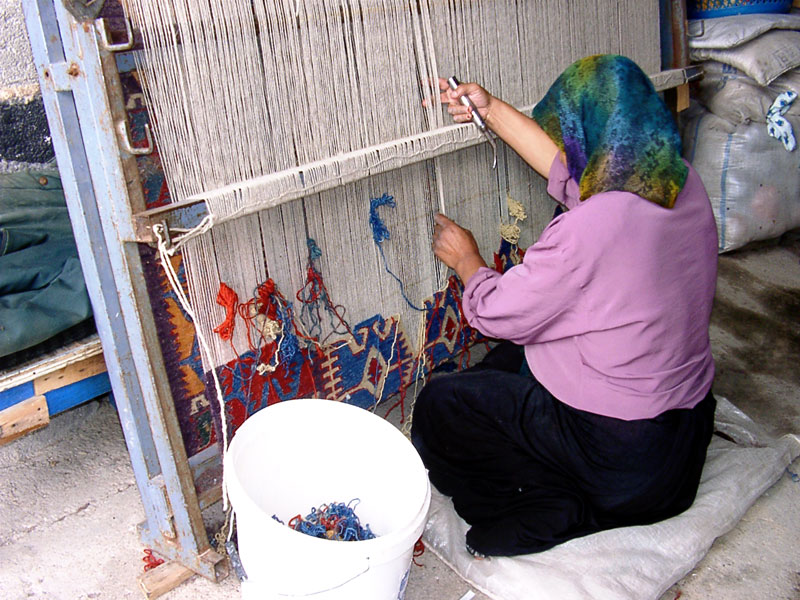
Teixedora de catifes turques aKonya.

A les llars tradicionals, les dones i les nenes utilitzen el teixit de catifes i kilims com un passatemps, així com un mitjà per guanyar diners. Les dones aprenen les seves habilitats de teixir de molt joves, necessitant setmanes o mesos per completar les catifes de pèl i els kilims de teixits plans que van ser creats per al seu ús en la vida quotidiana. Com és cert a la majoria de les cultures del teixit, tradicionalment són dones i nenes artesanes les teixidores.

### Materials
Només les fibres naturals s'usen en catifes fetes a mà. Els materials més comuns utilitzats són llana, seda i cotó. De vegades, caçadors nòmades i camperols també usen el pel de cabra i la llana de camell. Tradicionalment, el fil es fa a mà. Tot seguit, es pleguen diversos fils perquè el resultant sigui prou fort com per ser utilitzat per teixir.
La llana d'ovella és el material de pèl més comunament utilitzat per al teixit de catifes, perquè és suau, duradora, fàcil d'usar i, no és massa cara. La llana no absorbeix la brutícia tan fàcilment com el cotó, no reacciona electroestáticament i aïlla de la calor i el fred. Aquestes propietats no són tan pronunciades en altres fibres naturals. Els colors naturals de la llana són blanc, marró, marró groguenc, groc i gris, que de vegades s'usen directament sense passar per un procés de tenyiment. Tradicionalment es fila i es torçen a mà diversos fils per obtenir una resistència addicional i es tenyeix amb tints naturals, però també es pot processar a màquina el fil i tenyir amb colors sintètics.
El cotó s'usa principalment a la base, els ordits i les trames de les catifes. És més fort que la llana i, quan s'usa per a la base, fa que una catifa quedi plana sobre el terra, ja que no es distorsiona tan fàcilment com les cordes de llana. Alguns teixidors com els turcmans també usen cotó per teixir petits detalls blancs a la catifa per tal de crear contrast.
Llana sobre llana (llana a l'ordit i trama de llana): aquest és el tipus més tradicional de catifa d'Anatòlia. El teixit de catifes de llana es remunta més lluny i utilitza motius de disseny més tradicionals que d'altres combinacions. Perquè la llana «»no es pot filar de manera extra fina, el recompte de nusos sovint no és tan alt com es veu en una catifa de «llana sobre cotó» o «seda sobre seda». La llana a les catifes de llana s'atribueix amb una major freqüència a la producció tribal o nòmada.
Llana sobre cotó (pèl de llana a l'ordit i trama de cotó): aquesta combinació particular facilita un patró de disseny més espès que una «catifa de llana sobre llana», ja que el cotó pot filar-se finament, el que permet un nombre més gran de nusos. Una catifa de «llana sobre cotó» sovint és indicativa d'un teixidor de poble. A causa de la seva major densitat de pèl, aquestes catifes de cotó són més pesada que les catifes de llana.
Seda sobre seda (pèl de seda sobre ordit i trama de seda): els fils fins de tensió-seda permeten un teixit extremament fi, la densitat pot ser fins a 28 × 28 nusos / cm². Ja que els fils de seda no són tan elàstics com els fils de llana, les catifes de seda pura són més delicades i se n'utilitzen més com a decoració de parets que en el terra. Aquestes catifes i tapissos molt fins, de manera intricada teixits, en general no en mesuren més de 3 × 3 metres.

### Tints i tenyiment

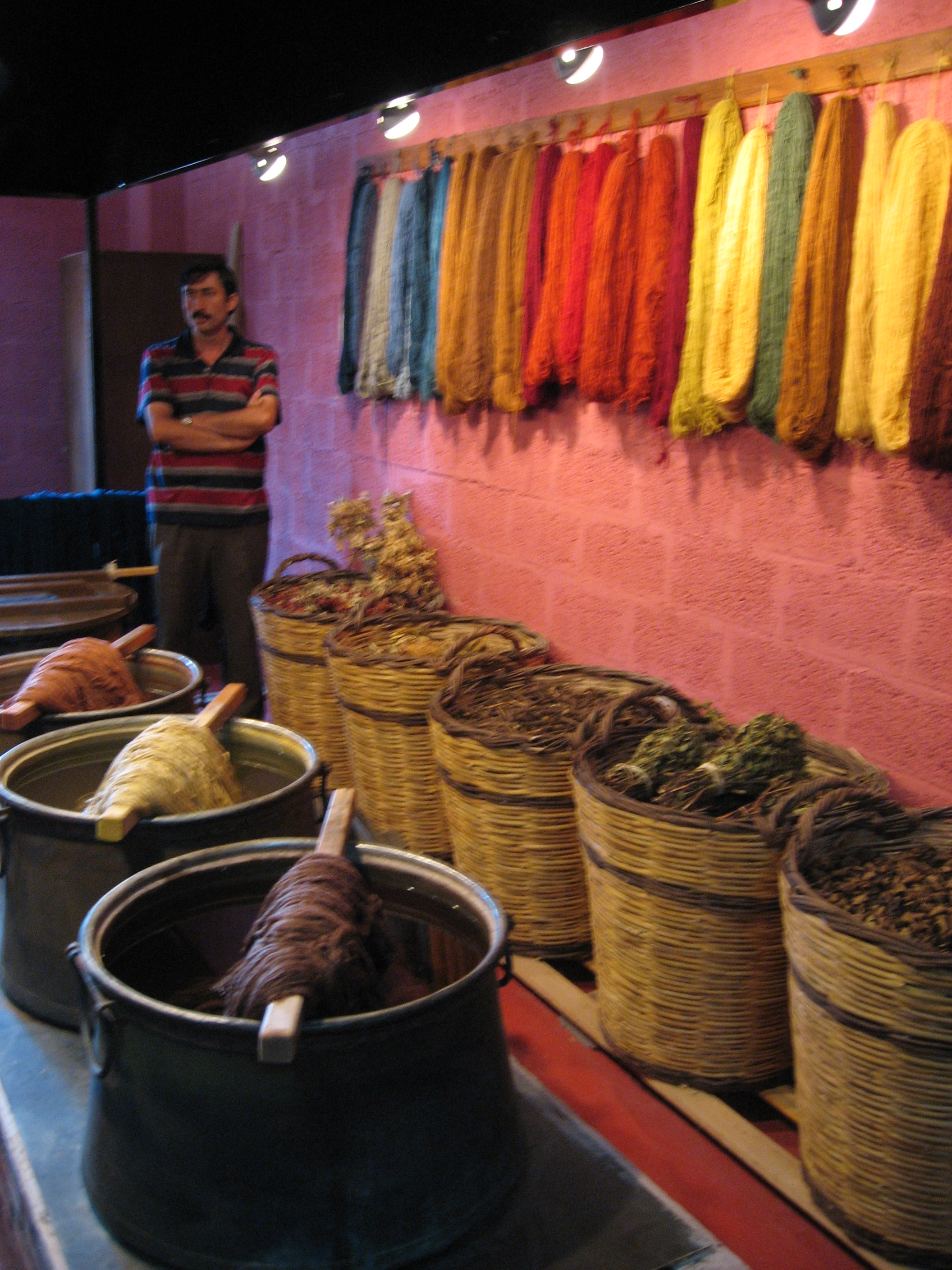
Llana tenyida de manera natural en una fabricació de catifes turques.

Els tints tradicionals utilitzats per a les catifes d'Anatòlia s'obtenen de plantes, insectes i minerals. Al 1856, el químic anglès William Henry Perkin va inventar el primer colorant d'anilina, la mauveïna. Una varietat d'altres tints sintètics es va inventar a partir d'aleshores. A bon preu, fàcilment preparat i fàcil d'usar, comparat amb els tints naturals, el seu ús està documentat en les catifes Uşak a mitjan dècada de 1860. La tradició del tenyiment natural es va reviure recentment, a partir de les anàlisis químiques de tints naturals de mostres de llana antigues i la recreació experimental de receptes i processos de tenyiment a començaments dels anys vuitanta.
D'acord amb aquestes anàlisis, els colorants naturals utilitzats en les catifes d'Anatòlia inclouen:
- Vermell d'arrels Madder (Rubia tinctorum)
- Groc de les plantes, inclosa la ceba (Allium cepa), diverses espècies de camamilla (Anthemis, Matricaria chamomilla) i Euphorbia
- Negre, pomes de roure, glans de roure, Sumac
- Verd per doble tenyiment amb indi i colorant groc
- Taronja per tenyiment doble amb colorant vermell i groc
- Blau, indi obtingut d'Indigofera tinctoria.

El procés de tenyiment consisteix en la preparació del fil per fer-lo susceptible als tints adequats per immersió en un mordent, submergir el fil en la solució de tenyiment i deixar-lo assecar exposat a l'aire i la llum solar. Alguns colors, especialment el marró fosc, requereixen mordents de ferro, que poden danyar o descolorir la tela. Això sovint resulta en un desgast més ràpid de les àrees tenyides en colors marró fosc, i pot crear un efecte de relleu en les catifes turques antigues. Amb els tints sintètics moderns, es poden obtenir quasi tots els colors i ombres, de manera que és quasi impossible identificar, en una catifa acabada, si es van usar tints naturals o artificials. Les catifes modernes es poden teixir amb colors sintètics curosament seleccionats i proporcionar valor artístic i utilitari.
La catifa d'Anatòlia o turca, és diferent de les catifes d'altres procedències, ja que fa un ús més pronunciat dels colors primaris. Les catifes d'Anatòlia occidental prefereixen els colors vermell i blau, mentre que Anatòlia central usa més vermell i groc, amb contrasts marcats en blanc.

### Teixit i acabat

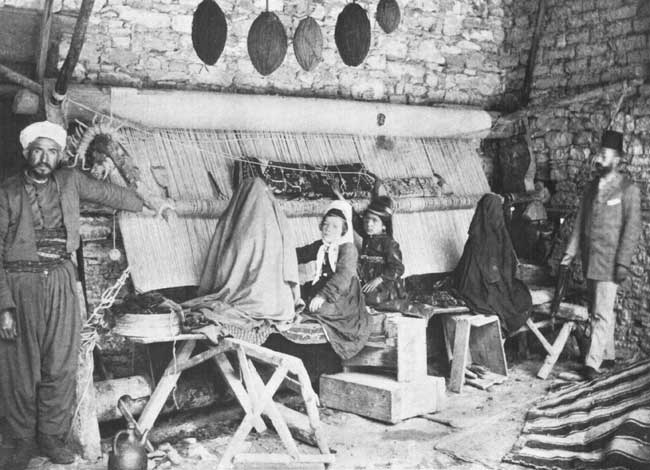
Teler i teixidors turcs,
(1908).

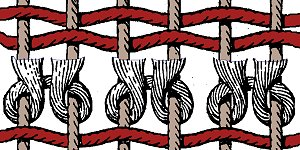
Nus turc (simètric)

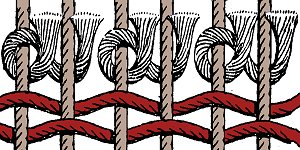
Nus persa (asimètric) obert a la dreta

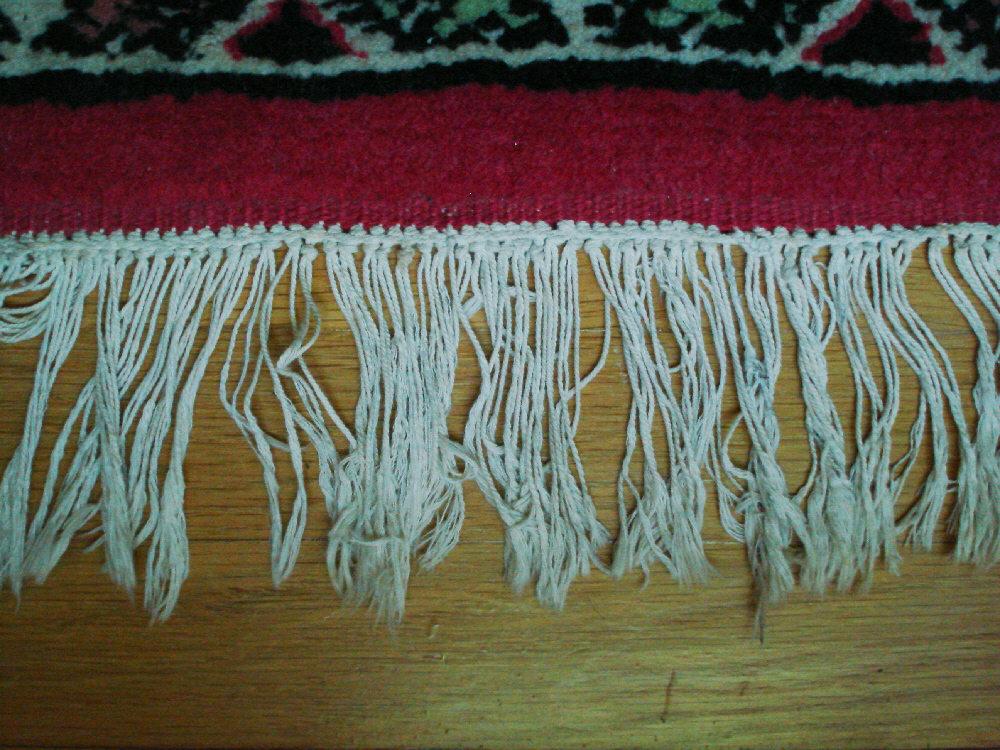
Kilim final i serrells

Es necessita una varietat d'eines en la construcció d'una catifa feta a mà. S'ha de disposar d'un teler, un bastiment horitzontal o vertical per muntar els ordits verticals en què es nuen els nusos de l'ordit, i un o més trames horitzontals que es teixeixen («disparen») després de cada fila de nusos per estabilitzar encara més l'ordit. Les trames poden estar sense tenyir o tenyides, principalment són vermelles o blaves.
Els nusos en general es nuen a mà. La majoria de les catifes d'Anatòlia utilitzen el doble nus turc simètric. Cada nus està fet en dos ordits. Amb aquesta forma de nuat, cada extrem del fil horitzontal es cargola al voltant de dos fils d'ordit a intervals regulars, de manera que tots dos extrems del nus es trobin entre dos fils en un costat de la catifa. El fil es tiba cap avall i es talla amb un ganivet. Després d'inserir una filera un fil fi de nusos, se'n teixeixen una o dues files de trames, de vegades més, i la tela es compacta copejant amb una pinta pesant. Una vegada que la catifa està acabada, es talla del teler. Els costats o vores acostumen a estar coberts de llana. Les vores consisteixen en fins deu fils d'ordit. Especialment les catifes nòmades i camperoles tenen extrems kilim de teixits plans, que de vegades inclouen senyals tribals teixits de pobles o families. Els pels de la catifa es tallen amb ganivets especials per obtenir una superfície igual. En algunes catifes, s'obté un efecte de relleu en tallar-la de manera desigual. Finalment, la catifa es renta abans d'usar-se, i passa al mercat.
El pèl vertical de les catifes turques en general cau en una direcció, ja que els nusos sempre es retallen abans que es talli el fil de pèl i el treball es reprengui en el següent nus, acumulant fila rere fila de nusos un damunt l'altre. En tocar una catifa, això crea una sensació similar a acariciar el pelatge d'un animal. Això es pot usar per determinar on el teixidor ha començat a nuar. El pèl en catifes turques acostuma a tenir entre 2 i 4 mm de grossor. Les catifes nòmades gruixudes com les catifes dels Yörük, poden ser tan gruixudes com 12 mm. Una catifa especial per a llits nomenada yatak pot arribar a un gruix de pèl de 20 a 25 mm.

## Orígens i tradicions dels patrons de la catifa turca

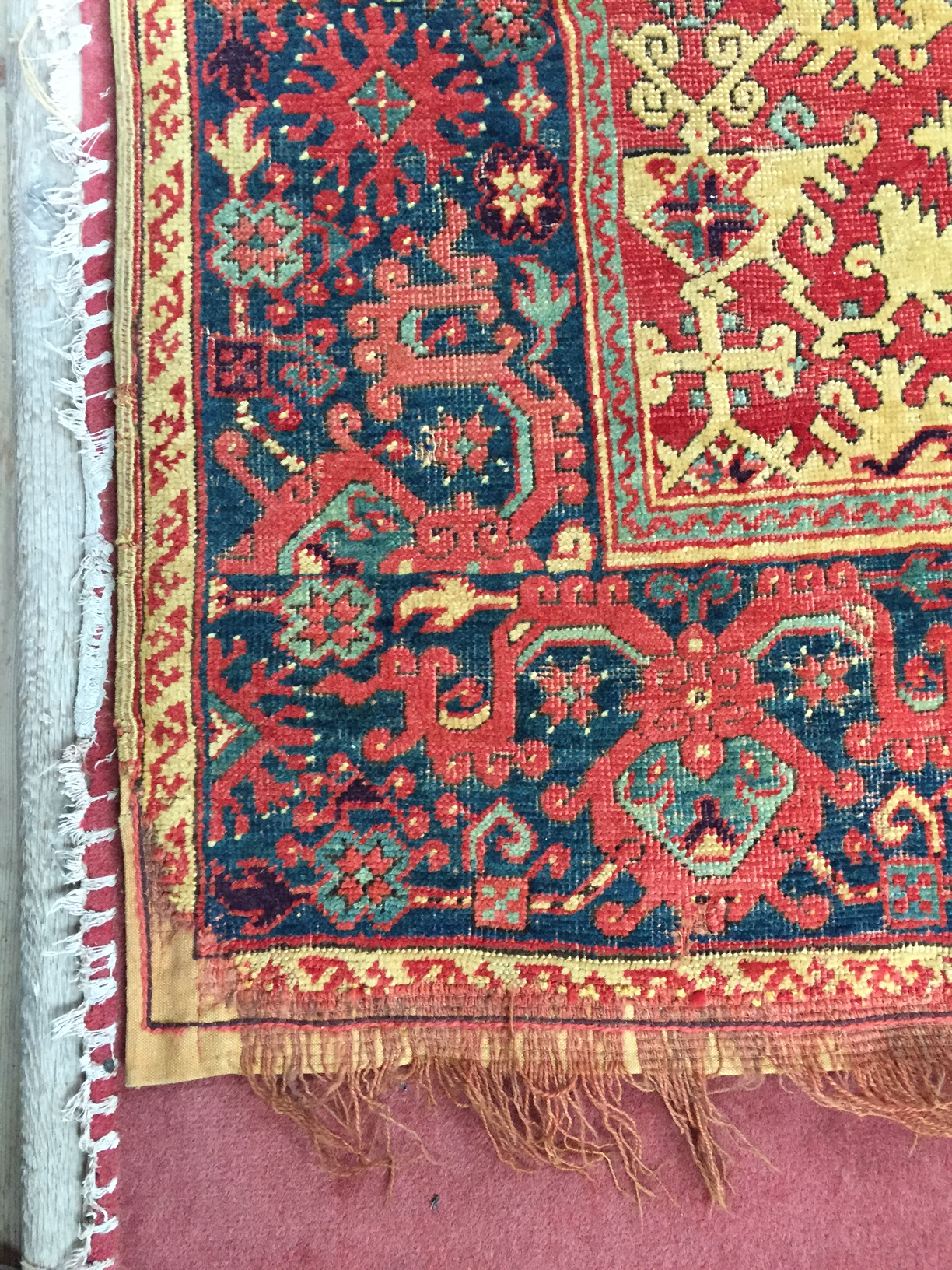
Detall d'una catifa «Lotto» amb una vora de banda de núvols. Se suposa que l'adorn és d'origen xinès. A la majoria de les catifes [d'Anatòlia, les vores no estan resoltes, és a dir, no continuen en diagonal.

El disseny de la catifa turca íntegra diferents corrents de tradicions. Els elements específics estan estretament relacionats amb la història dels pobles turcs i la seva interacció amb les cultures dels voltants, en el seu origen asiàtic central, així com durant la seva migració, i a la pròpia Anatòlia. Les influències culturals més importants van venir de la cultura de la Xina i de l'islam. Les catifes de les àrees de Bergama i Konya es consideren les més estretament relacionades amb les catifes d'Anatòlia anteriors, i el seu significat en la història de l'art ara es comprèn millor.

### Tradicions de l'Àsia central
El principi de la història dels pobles turcs a l'Àsia central està estretament relacionada amb la Xina. Els contactes entre els turcs i la Xina estan documentats des de començaments de la dinastia Han.
En el seu assaig sobre dissenys centralitzats, Thompson, relaciona el patró del medalló central, freqüentment trobat a catifes d'Anatòlia amb els motius «pedestal de loto» i «coll de núvol», utilitzat en l'art budista de l'Àsia, al retorn de la dinastia Yuan. Recentment, Brüggemann va aprofundir en la relació entre motius xinesos i turcs, com l'ornament de «banda de núvols», l'origen del qual relaciona amb la dinastia Han. La primera «catifa de Fènix i Drac» d'Anatòlia, mostra un altre motiu tradicional de la mitologia xinesa, la lluita entre el fènix i el drac.

### Tradicions romano-hel·lenístiques
Hi ha registres documentals de catifes usades pels antics grecs. Homer escriu a Ilíada XVII, 350, que el cos de Patroklos està cobert amb una «catifa esplèndida». A l'Odissea Llibre VII i X, s'esmenten «catifes». Plini el Vell va escriure a Naturalis Historia VIII, 48, que les catifes («polymita») es van inventar a Alexandria. Es desconeix si es tracta de teles planes o de pèl, ja que no es pot obtenir informació tècnica detallada dels textos.
Ateneu de Nàucratis descriu luxoses catifes en els seus Deipnosophistae, escrites prop del 230.
| « | "I sota seu hi havia catifes purpúries escampades de la millor llana, amb el patró de catifes a tots dos costats. I hi havia catifes molt ben brodades molt bellament elaborades en elles. (Llibre V, p. 314) ". […] ficar-se al llit, ajaure's en un sofà amb peus platejats, amb una suau catifa de Sardes estesa sota la descripció més cara". (Llibre VI, p 401) | » |

Una catifa «amb el patró a tots dos costats» podria ser una catifa teixida plana o amb pel. Ja sigui que «porpra» es refereixi al color de la tela o al colorant (sia que s'hagi usat el porpra de Tyria o el vermell més bast), es desconeix. La ciutat de Sardes es troba a Anatòlia occidental, per tant, aquesta pot ser la referència més antiga de la producció de catifes a la regió de l'Àsia Menor.

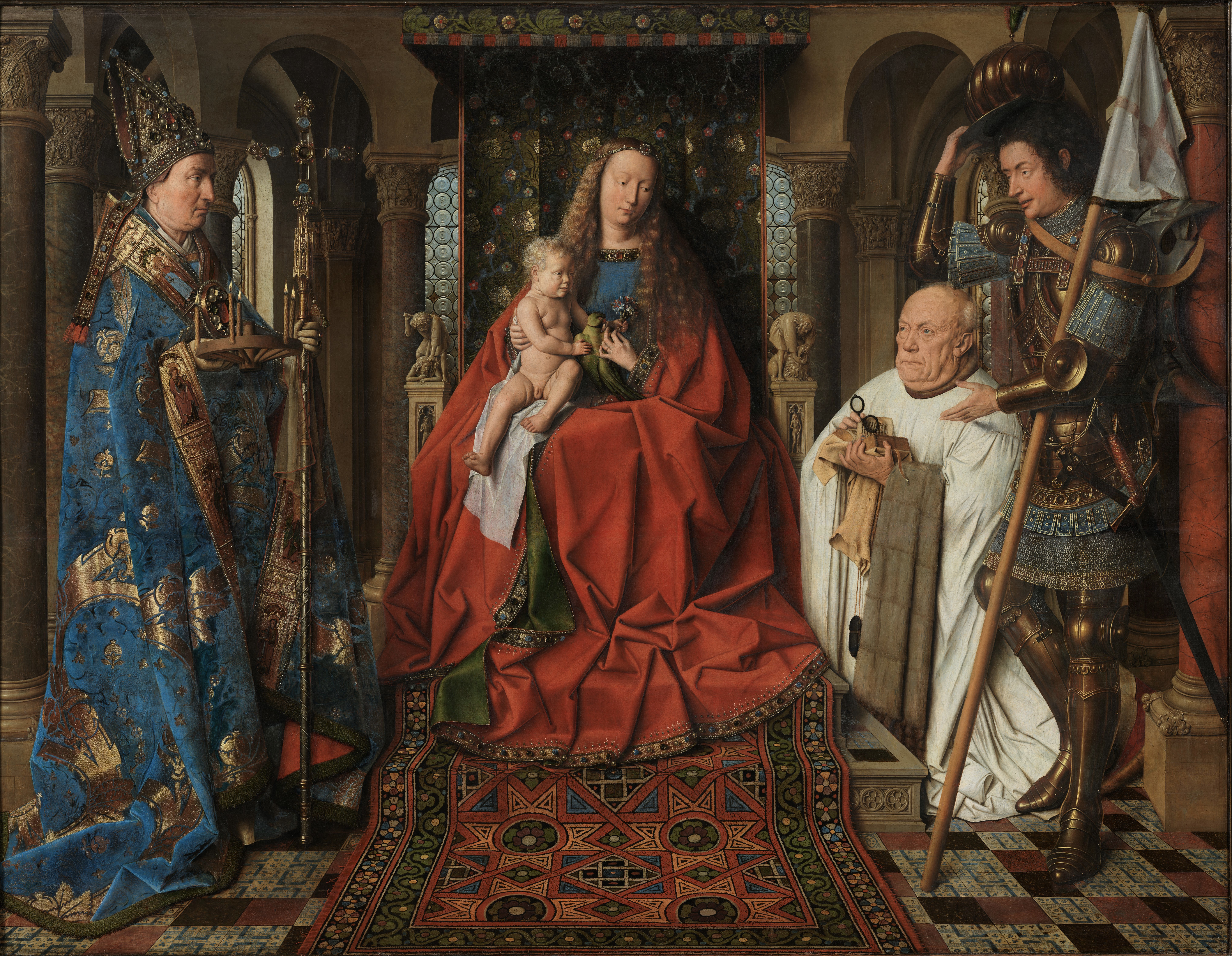
La Mare de Déu del canonge Van der Paelede Jan van Eyck en la pintura es pot veure representada una catifa turca y un mosaic slàmic.

Anatòlia va ser governada per l'Imperi Romà des del 133 a. C. Els imperis Romà d'Orient i sassànida van coexistir durant més de 300 anys. Artísticament, tots dos imperis van desenvolupar estils i vocabulari decoratius similars, com els mosaics i l'arquitectura d'Antioquia romana.
Un patró de catifa turca representat per Jan van Eyck en la pintura La Mare de Déu del canonge Van der Paele fou atribuït per Bruggemann a la fi dels orígens romans i amb relació als primers terres de mosaics islàmics que es troben al palau omeia de Khírbat al-Màfjar.
Els elements arquitectònics vistos al complex de Khírbat al-Màfjar es consideren exemplars per a la continuació dels dissenys romans preislàmics a l'art islàmic primitiu.

### Tradicions islàmiques

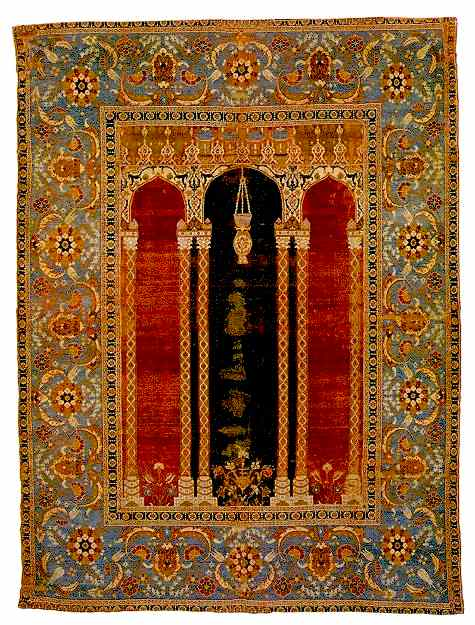
Catifa d'oració de Bursa, de finals del, col·lecció James F. Ballard.

Quan els immigrants turcs es van mudar de l'Àsia central a Anatòlia, estaven emigrant principalment a través de terres que ja havien adoptat l'islam. La representació d'animals o humans està prohibida en la tradició islàmica, que no distingeix entre vida religiosa i profana. Des de la codificació de l'Alcorà per Uthman ibn Affan el 651 AD / 19 AH i les reformes dels omeies Abd-al-Màlik ibn Marwan, l'art islàmic s'ha centrat en l'escriptura i l'ornament. Les vores de les catifes d'Anatòlia contenen amb freqüència decoracions derivades de la cal·ligrafia islàmica. Per regla general, aquestes vores "cúfiques" consisteixen en seqüències lam-alif o alif-lam en un model entreteixit.

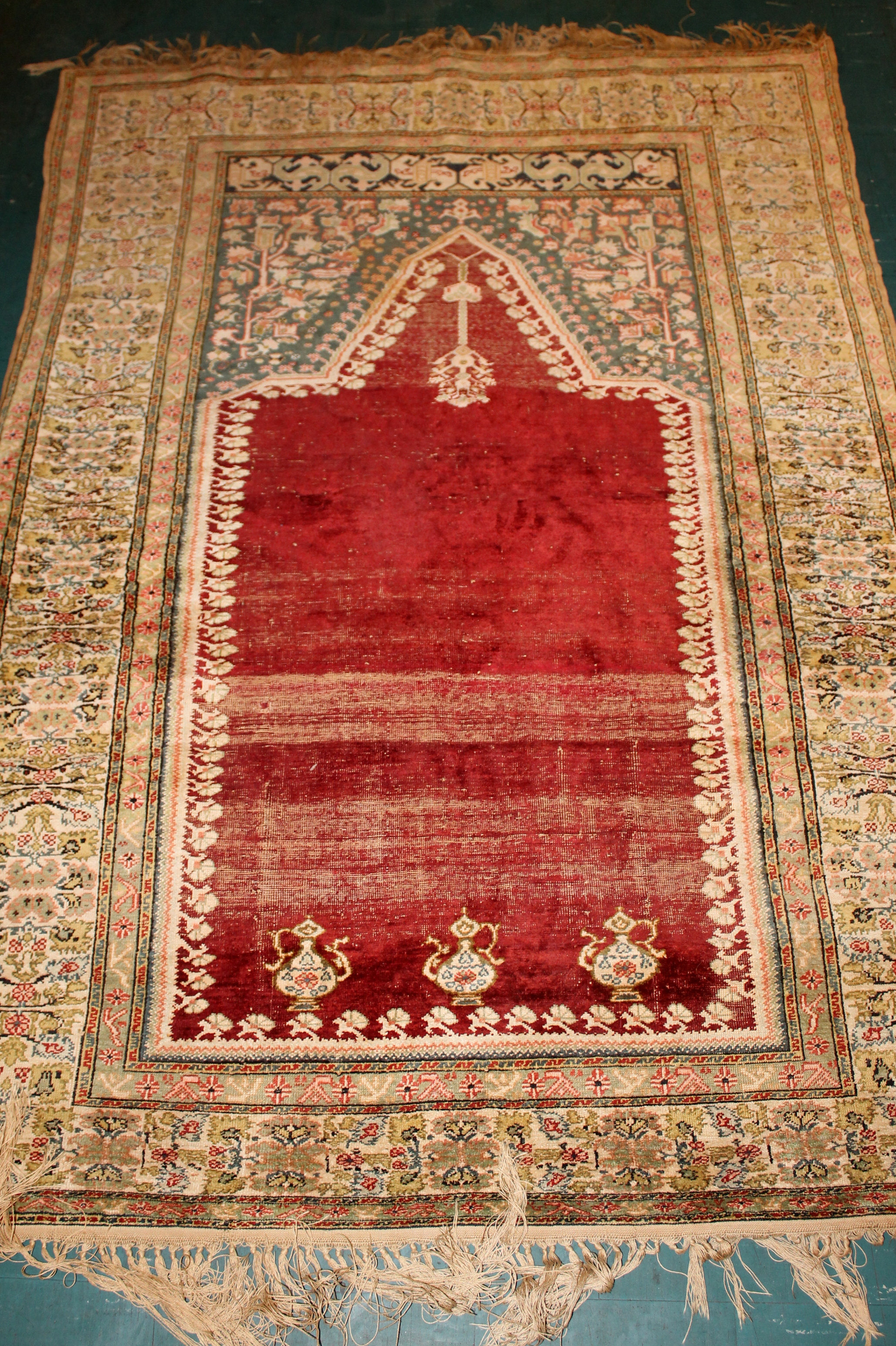
Catifa d'oració de Kayseri, Anatòlia.

Els principals camps de les catifes d'Anatòlia sovint estan plens de models o patrons entrellaçats redundants en «repetició infinita». Per tant, la catifa representa una secció d'un patró infinit, que s'imagina que continua més enllà de les seves fronteres. Les catifes d'Anatòlia del tipus «Lotto» o «Holbein» són algunes de les qui proporcionen exemples de patrons de camp de repetició infinita.
Un patró islàmic específic és el patró mihrab que defineix la «catifa d'oració». La mencionada catifa es caracteritza per un nínxol en un extrem, que representa el mihrab a cada mesquita, un punt direccional per dirigir al devot cap a la Meca. El patró mihrab en les catifes turques sovint es modifica i pot consistir en un nínxol únic, doble o vertical o horitzontalment multiplicat. Per tant, el patró de nínxol pot variar des d'una comprensió concreta, arquitectònica a una més ornamental del disseny. Les catifes d'oració sovint es teixeixen «al revés», com es fa evident quan la direcció del pèl se sent en tocar la catifa. Això té tant de tècniques —el teixidor pot centrar-se en el disseny de nínxol més complicat primer— com raons pràctiques —el pèl s'inclina en la direcció de la prostració de l'adorador.

### Altres influències culturals

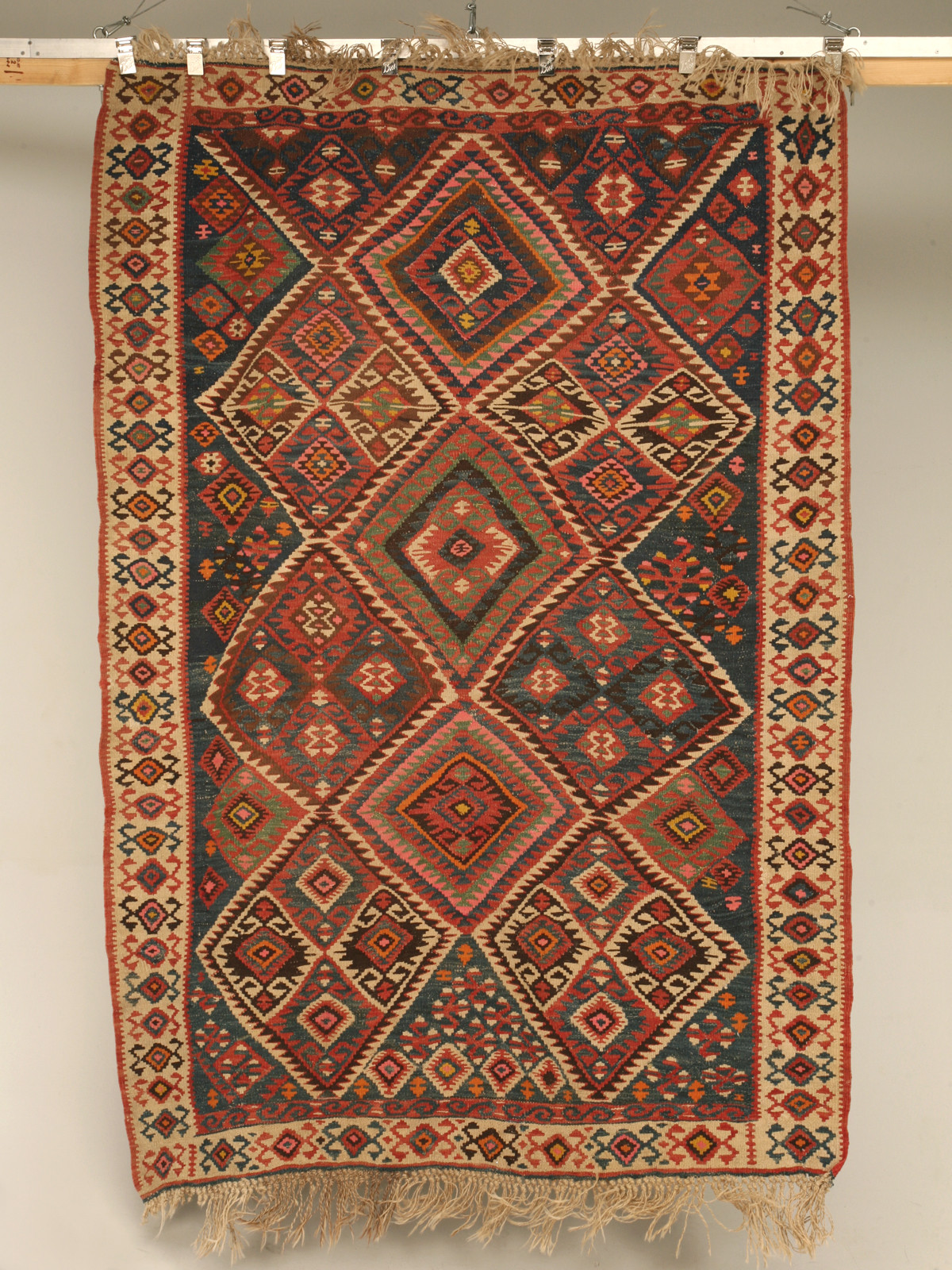
Kilim d'Anatòlia amb patró geomètric.

Es considera que les formes geomètriques grans són d'origen caucàsic o turcman. La tradició caucàsica pot haver estat integrada per la migració de tribus turques o pel contacte amb persones turcmanes que ja vivien a Anatòlia.
Un medalló central que consisteix en grans patrons romboïdals concèntrics reduïts amb decoracions de ganxo de retenció s'associa amb els nòmades Yörük d'Anatòlia. El nom Yürük en general se'l dona als nòmades que la forma de vida dels quals ha canviat menys des del seu origen asiàtic central.
A Anatòlia, diverses minories ètniques han mantingut tradicions separades, per exemple, els grecs, els armenis i els kurds. Mentre que els grecs i armenis van estar involucrats en el teixit de catifes i el comerç al passat, no s'han associat clarament motius de disseny amb la seva cultura cristiana diferent. Les catifes kurdes es discuteixen amb una major freqüència junt amb les catifes perses.

## Context social

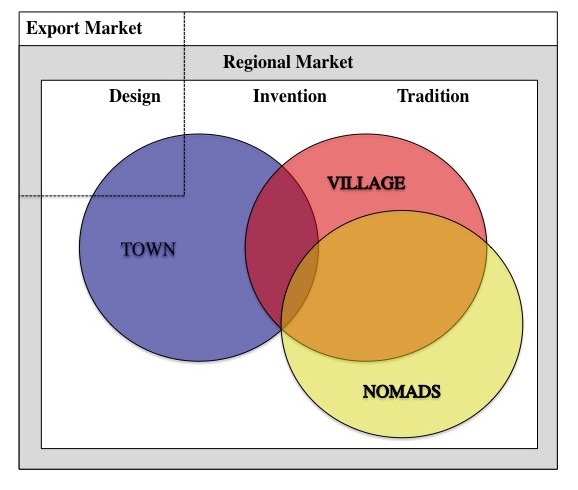
Interaccions culturals en la producció tradicional de catifes.

Catifes i tapissos van ser produïts simultàniament per i per als quatre nivells socials diferents: la cort, poble, llogaret rural i tribu. Els elements del disseny de la ciutat sovint es reproduïen en la producció rural, i els teixidors del poble els integraven en la seva pròpia tradició artística mitjançant un procés nomenat estilització.

### Fabricació per la cort
Catifes representatives de la «cort» van ser teixides per tallers especials, sovint fundats i protegits pel sobirà, amb la intenció de representar el poder i l'estat. Com a tal, aquestes catifes van desenvolupar una tradició de disseny específica influïda per les corts dels imperis circumdants. Es van produir catifes pels artesans de la cort com ara encàrrecs especials o per regals a estadistes d'altres països. El seu elaborat disseny requeria una divisió del treball entre un artista que creava un plànol (cartó) de disseny en paper, i un teixidor al qual se l'assignava el plànol per a la seva execució al teler. Per tant, artista i teixidor van ser separats en aquesta realització de catifa per a la cort.

### Ciutats i pobles de producción
Les fàbriques organitzades teixien catifes en manufactures de la ciutat. Per regla general, els fabricants urbans tenien una gamma més àmplia de patrons, adorns i dissenys més artísticament desenvolupats que podien ser executats pels teixidors, la paleta de colors era rica i la tècnica de teixit podia ser més fina a causa del seu accés a la llana d'alta qualitat, i a la feina de teixidors especialitzats. Es podien produir formats més grans en els telers estacionaris de format major. Les catifes es teixien a partir de dibuixos animats, utilitzant material proporcionat pel fabricant. Les fàbriques de la ciutat podien acceptar comissions també de països estrangers i produir catifes per a l'exportació.
Les catifes produïdes als llogarets sovint es feien a cases individuals, però, si més no parcialment, eren encarregades i supervisades per gremis o fabricants. La producció domèstica podia no requerir treball a temps complet, però podia realitzar-se quan el temps de la teixidora ho permetés, a més a més d'altres feines domèstiques. Les catifes dels llogarets com a articles essencials per a la llar formaven part d'una tradició de vegades influïda, però essencialment diferent dels dissenys inventats de la producció de tallers. Amb freqüència, les mesquites havien adquirit catifes rurals com a regals caritatius, que proporcionaven material per a estudis. Les catifes rurals rara vegada inclouen cotó per a ordits i trames, i gairebé mai seda, ja que aquests materials havien de ser comprats al mercat pel teixidor individual i era d'un elevat cost. Els models i ornaments de les catifes de manufactura de la cort es van reproduir en tallers més petits (ciutat o poble). Aquest procés està ben documentat per a les catifes d'oració otomanes.
Com els dissenys prototípics de la cort es van transmetre a tallers més petits, i d'una generació a la següent, el disseny es va sotmetre a un procés denominat estilització, que comprèn, amb el temps, sèries de petits canvis incrementables en el disseny general o en detalls de models més petits i adorns. Com a resultat, el prototip va poder modificar-se fins a un punt que sigui tot just recognoscible. Inicialment mal interpretat com la «degeneració» d'un disseny, el procés d'estilització ara es considera com un procés creatiu genuí dintre d'una tradició de disseny distinta.

### Producció nòmada i tribal

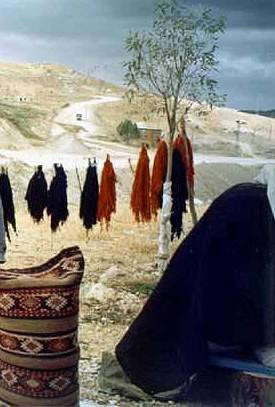
Llana acabada de tenyir s'eixuga en el pati d'un assentament dels yörük. A primer pla una bossa teixida.

Amb el final de l'estil de vida tradicional nòmada a Anatòlia, i la conseqüent pèrdua de tradicions específiques, s'ha tornat difícil identificar una veritable «catifa nòmada». Grups socials o ètnics coneguts pel seu estil de vida nòmada com els yörük o els kurds a la Turquia contemporània han adquirit en gran part estils de vida sedentaris. Alguns aspectes de la tradició, com l'ús de materials específics, tints, teixits, tècniques o dissenys d'acabat poden haver-se'n conservat, el que pot identificar-se específicament com ara nòmada o tribal.
Els criteris per a una producció nòmada inclouen:
- materials inusuals com ara ordits fets de pèl de cabra o llana de camell;
- llana d'alta qualitat amb pèl llarg (nòmades d'Anatòlia i Turkmenistan);
- muntatge de petit format per a un teler horitzontal;
- format irregular a causa del freqüent reencaix del teler, el que dona un resultat d'una tensió irregular dels ordits;
- pronunciat abrash —irregularitats dintre del mateix color a causa del tenyiment del fil en diverses vegades diferents—;
- inclusió de teixits plans als extrems.

Dins del gènere del teixit de catifes, el poble més autèntic i els productes nòmades eren aquells teixits per servir a les necessitats de la comunitat, que no estaven destinats a l'exportació o el comerç que no fos local. Això inclou bosses especialitzades i fundes de coixins a Anatòlia, que mostren dissenys adaptats de les tradicions de teixit més antigues.

## Regions

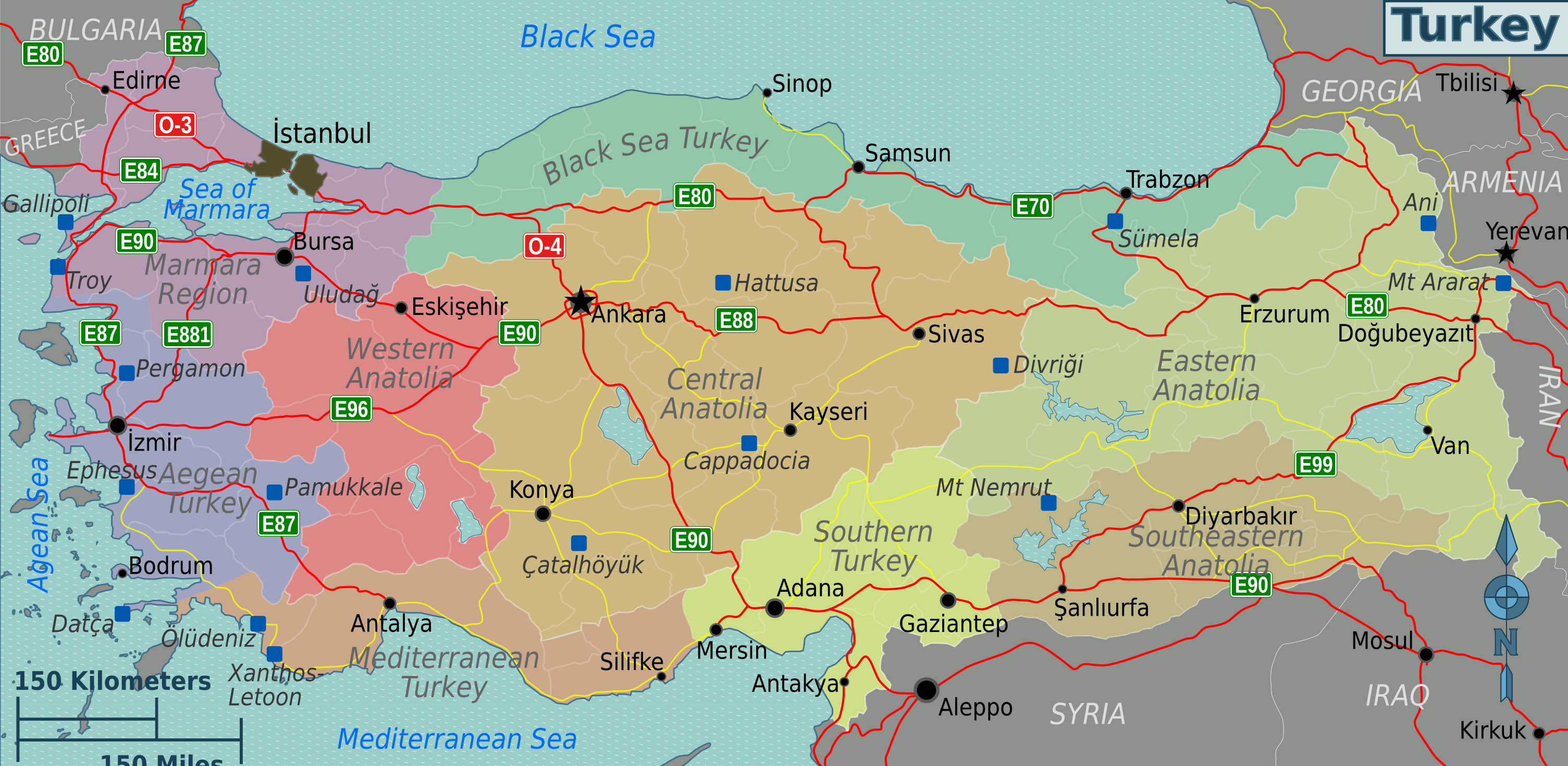
Regions de Turquia.

Anatòlia es pot dividir en tres àrees principals de producció de catifes, centrades en les ciutats i els mercats locals, que sovint presten el seu nom a les catifes produïdes als voltants. Anatòlia occidental, central i oriental tenen diferents tradicions de teixit. Tanmateix, les catifes produïdes comercialment sovint es teixeixen independentment de les tradicions de disseny locals. L'ús preferent de diferents materials i tints, així com els dissenys característics, de vegades permeten una assignació més específica d'una catifa a una de les tres regions, o a un lloc de teixit més específic. Els colors més comuns utilitzats a Anatòlia occidental són blau i vermell, mentre que Anatòlia central usa vermell i groc. Els contrasts aguts s'aconsegueixen amb llana blanca.

### Característiques tècniques regionals
|                          | Anatòlia occidental                                                          | Anatòlia central                                  | Anatòlia oriental                                                           |  |
| ------------------------ | ---------------------------------------------------------------------------- | ------------------------------------------------- | --------------------------------------------------------------------------- |  |
| Ordit                    | llana, blanca                                                                | llana, a la seva majoria blanca, de vegades marró | pèl de llana i cabra, blanca i marró                                        |  |
| Trama                    | llana, tenyida de vermell, de vegades marró i blanca                         | llana, marró, blanca, tenyit de vermell o groc    | llana, principalment marró, de vegades tenyida de blau                      |  |
| Nombre de trames         | 2-4 o més                                                                    | 2-4 o més                                         | 2-4 o més                                                                   |  |
| Cadenes d'ordit en capes | cap                                                                          | de vegades                                        | cap                                                                         |  |
| Voraviu                  | trames doblegades cap enrere, principalment vermelles, de vegades més colors | trames doblades enrere, verrmell, groc més colors | trames doblades enrere, policromades, tècnica de voraviu tipus «cremallera" |  |
| Terminació               | Kilim de ratlles vermelles o policromades                                    | kilim, vermell, groc, policromat                  | kilim, marró, vermell, blau a ratlles                                       |  |
| Colors                   | punts de vermell de cotxinilla del nopal, blau, blanc                        | no vermell de cotxinilla, vermell, groc           | vermell de cotxinilla                                                       |  |

### Anatòlia occidental
Com ara grup, les catifes d'Anatòlia occidental, sovint mostren un vermell brillant i colors vermellosos més clars. Els punts blancs són prominents, i els verds i grocs es veuen amb una major freqüència que en les catifes d'altres regions d'Anatòlia. Les trames sovint es tenyeixen de vermell. Els voravius es reforcen en 3-4 fils d'ordit. Els extrems de la catifa sovint estan protegits per teixit pla que conté un petit adorn teixit en forma de flor.
- Istanbul és la ciutat més gran de Turquia. Durant el segle xix, les fàbriques de la cort de Topkapı, *Üsküdar i Kum Kapı van produir catifes de seda en dissenys «safávides-osmànics» seguint el model del segle xvi, emprant armenis —de les àrees de Kayseri i Sivas— i teixidors perses. Kum Kapı va ser, al segle xix, el barri armeni d'Istanbul. Es va utilitzar per al teixit el nus asimètric. Les catifes de seda produïdes aquí sovint estaven teixides amb fils de plata i or. Dos dels teixidors de disseny més destacats van ser Zareh Penyamian i Tossounian. Zareh és conegut per les seves catifes d'oració, que sovint incloïen la forma de «cap de soldà» del mihrab, bandes de núvols al camp d'oració, patrons de palmetes i arabescs i inscripcions de l'Alcorà. Sovint va signar les seves catifes. Tossounian va fer catifes de seda amb pèl alt, colors brillants i terminacions vermelles. El disseny es va inspirar en catifes d'animals perses del tipus «Sanguszko». Els colors són molt elaborats, carmí vermell, verd jade, groc i anyil fosc brillant.[87]
- Hereke és una ciutat costanera a 60 km d'Istanbul a la badia d'Izmit. Un taller de teixit es va establir el 1843 construït pel soldà Abdülmecid. A l'inici, produïa només per a la cort otomana, que va encarregar catifes per a l'acabat de construir Palau de Dolmabahçe. La fabricació de catifes es va iniciar el 1891, amb mestres artesans de Sivas, Manisa i Ladikse portats expressament. Les catifes Hereke són conegudes pel seu fi teixit. Es van usar fils de seda i llana fina, ocasionalment fils d'or, plata o cotó. Les catifes per a la cort d'Hereke mostren una gran varietat de colors i dissenys i van ser tornats a utilitzar els models de medallons de les antigues catifes Uşak. Originàriament, el terme «catifa Hereke» es referia només als productes del taller d'aquesta ciutat, però amb el temps s'ha convertit en una firma comercial per a qualsevol catifa d'alta qualitat i teixida amb un disseny similar.[87][88]

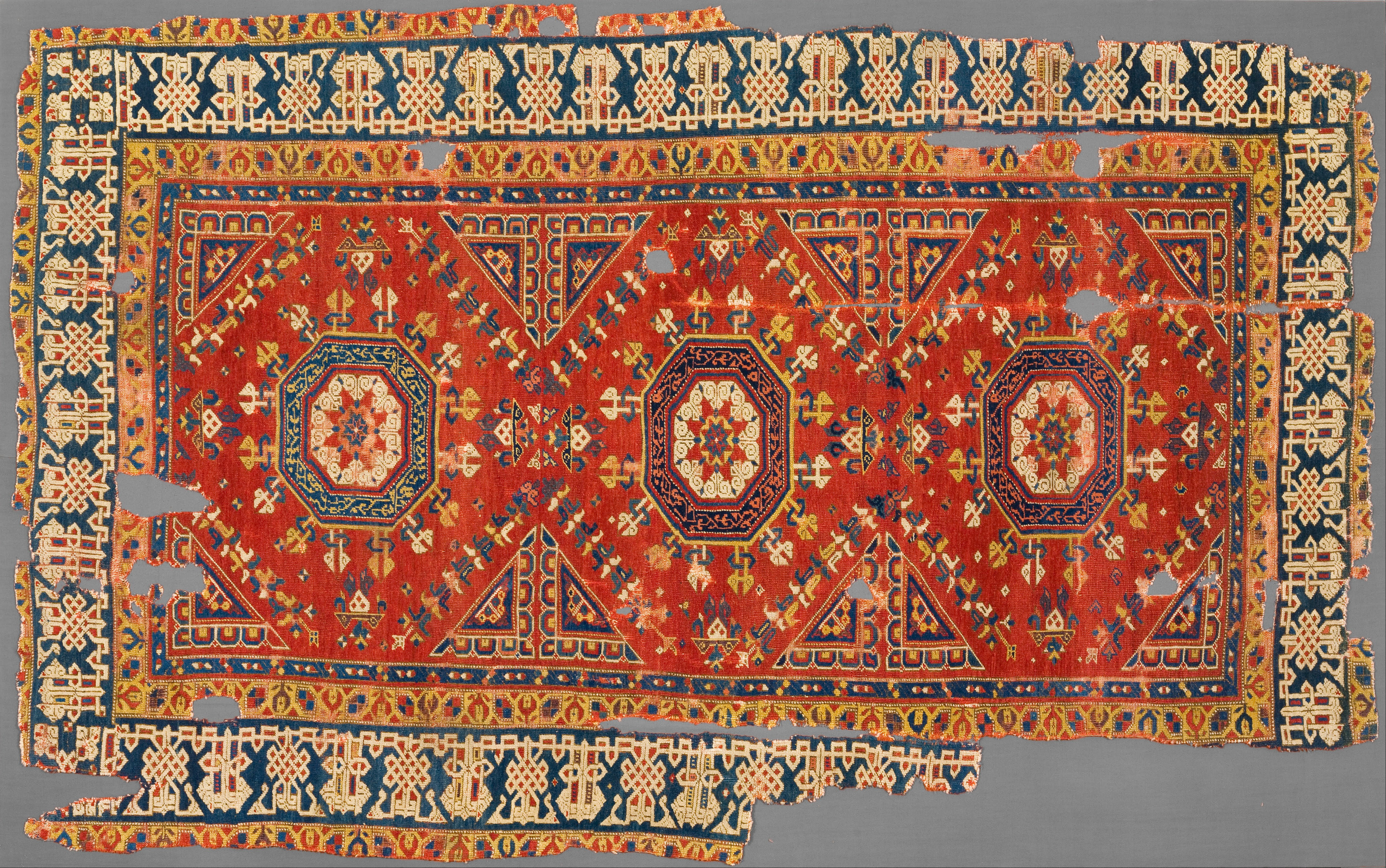
Catifa de «patró d'Holbein gran»

- Bergama és la ciutat capital d'un districte en la província d'Izmir, al nord-oest de Turquia. Com si fos un mercat per als pobles dels voltants, el nom de Bergama s'utilitza com a firma comercial. La història del teixit de catifes a Bergama probablement data del segle xi. Van sobreviure a aquesta data des de principis del segle xv. El tipus de catifa més conegut teixit per a l'exportació que s'atribueix a la regió de Bergama,[89] és l'anomenat «patró d'Holbein gran», o Holbein Tipus III. Un descendent tardà del disseny Holbein de gran mida que s'aprecia sovint a les catifes de Bergama, nomenat el disseny «4+1» "o" «quincunxial», amb un gran medalló central quadrat envoltat per quatre quadrats més petits. També les catifes antigues d'Anatòliaque es troben a les esglésies de Transsilvània van ser teixides a Bergama.[90] Aquestes catifes acostumen a tenir grans motius geomètrics —del tipus «Caucàsic»— o més motius florals, estilitzats en disseny rectilini —del tipus «turc». Utilitzen esquemes de color típics d'Anatòlia occidental amb vermell fosc i blau, i accentuacions en blanc. Les catifes nupcials («Kiz Bergama») sovint mostren rosetes disposades en forma de rombes en els seus panels de camp.[87] Les catifes realitzades per vilatjans i camperols de l'àrea de Bergama sovint mostren un nuat més gruix amb dissenys audaços i molt estilitzats amb colors blau, vermell i blanc en contrast.[87][88]
- El poble de Kozak es troba al nord de Bergama en la província d'Izmir al nord-oest de Turquia. Per estructura i colors pertanyen al grup Bergama. Les catifes de petit format mostren dissenys geomètrics, sovint adornats amb ganxos travats, que s'assembla molt a dissenys caucàsics.[87]
- Yagcibedir no és un nom de ciutat, sinó una marca per un tipus de catifa teixida a la província de Balikesir, a la regió de la Màrmara. Aquestes catifes es caracteritzen per la seva alta densitat de nusos —1000-1400 per metre quadrat— i colors atenuats. Mostren patrons geomètrics en vermell fosc, marró i blau fosc. Pels seus fins teixits, colors i disseny s'assemblen als dissenys de «terra blanca», i es teixeixen principalment per persones descendents de circassians i turcmans que van emigrar a aquesta zona.[87]
- Çanakkale es troba a la vora oriental dels Dardanels, a prop de l'antiga Troia. Les catifes es teixeixen principalment en petits llogarets al sud de Çanakkale. Mostren quadrats grans, rombes o polígons en els seus camps i colors forts com a vermell fosc, blau fosc brillant, groc safrà i blanc. Ayvacık és un llogaret al sud de Çanakkale i Ezine a prop de les ruïnes d'Assus i Troia. Les catifes són del tipus Bergama. Des de 1981, la iniciativa DOBAG organitza tallers als petits llogarets de Ayvacık, que produeixen catifes en dissenys tradicionals i amb tints naturals. La iniciativa també té tallers a l'àrea de Yuntdağ a prop de Bergama, on la gent d'ascendència turcmana teixeix catifes robustes i grosses amb dissenys en gran part geomètrics. Dissenys florals o de catifa d'oració són estranys.[87]
- L'àrea entre Balikesir i Eskisehir està habitada principalment per una tribu turca anomenada karakecili. Les catifes acostumen a ser més petites, amb colors alegres de vermell brillant, blau clar, blanc i verd pàl·lid. L'ús de pèl de cabra per als ordits fa al·lusió als orígens nòmades de la tribu. El disseny és geomètric, sovint combinat amb motius florals estilitzats. Les vores de vegades contenen files de pastilles, com també es veu en forma més elaborada en les catifes de «Transsilvània».[87]
- Bandırma és la ciutat capital de la província a qui ha donat el seu nom. La ciutat es troba a la costa de Màrmara. Des del segle xix, les catifes teixides de manera intricada es produeixen principalment en el disseny de catifes d'oració. La base de cotó i l'ordit finament nuat de llana i seda caracteritza la catifa Bandırma com un producte de la fabricació de la ciutat. La producció va disminuir cap a finals del segle xix, amb seda inferior o artificial i cotó merceritzat. El nom de la ciutat i la regió s'usa sovint avui dia per a imitacions barates venudes per altres fabricants.[87]
- Gördes es troba a uns 100 km al nord-est d'Izmir. Les catifes van començar a produir-se alsegle xvi. Els seus models, en gran part florals i estilitzats, es remunten als dissenys florals otomans dels segles xvi i xvii. La vora principal sovint està composta per fileres de tres magranes, disposades com a flors en grups de tres, unides per les seves tiges. Típic és també una vora ample de set ratlles (sobokli). Gördes és famós principalment per les seves catifes nupcials i d'oració. Les formes dels nínxols de mihrab varien des de simples arcs escalonats fins a pilars arquitectònics artístics, amb una barra transversal rectangular horitzontal sobre el nínxol de mihrab. Els colors típics són vermell cirera, rosa pastel, blau i verd junt amb blau anyil fosc. Les primeres catifes de tipus Gördes tenen un color més viu. Des del segle xix, algunes peces mostren punts espacials en cotó blanc, i els colors, en general, s'han tornat més tènues.[87][91]
- Kula és la ciutat capital de la província de Manisa, i es troba a uns 100 km a l'est d'Izmir a la carretera a Uşak. Juntament amb Ușak, Gördes, Lâdik i Bergama pertany als centres de teixit de catifes més importants d'Anatòlia. Els dissenys de catifes d'oració són comuns, amb nínxols de mihrab de línies rectes. Un altre disseny específic s'anomena mazarlik o «disseny de cementiri», que és un subtipus del «disseny del jardí». L'esquema de color particularment trist però brillant va causar que un tipus de catifes d'aquesta àrea es digués "Kömürcü Kula" («cremador de carbó»). Una combinació amb vores predominantment grocs és característica de les catifes Kula.[91] Inusual per a Anatòlia, i també per a catifes orientals, el tipus de catifa nomenada Kendirli Kula que utilitza el cànem en la seva base. Diverses catifes de «Transsilvània» s'atribueixen a l'àrea de Kula.[87][90]

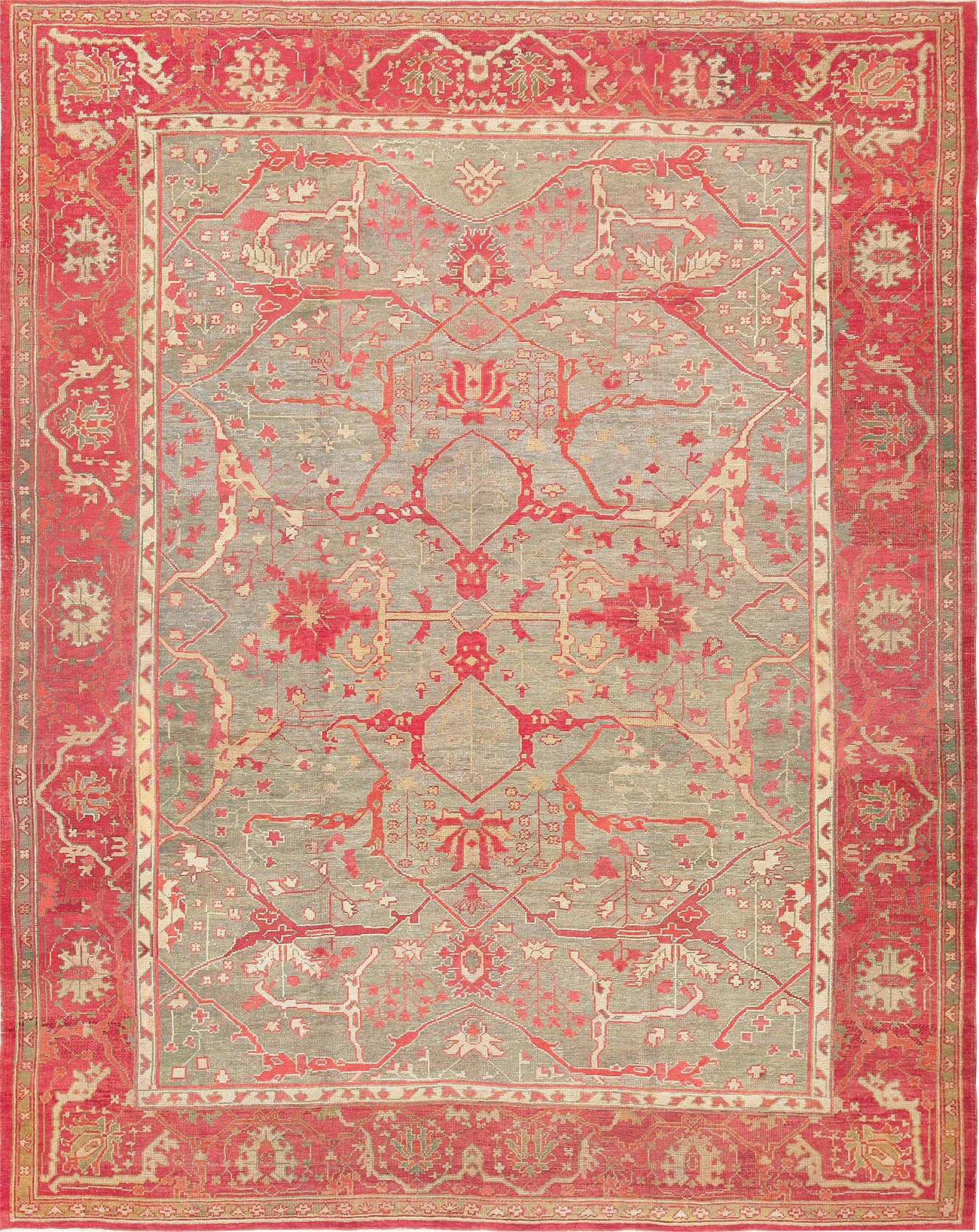
Catifa Uşak vora i camp de «banda de núvols», disseny Mecidi.

- Uşak es troba al nord de Denizli a la regió de la mar Egea. És un dels centres de catifes més famosos i importants. D'acord amb la seva estructura i patrons, hi ha diversos tipus de catifes nomenades catifes Ușak «estrella», «medalló» i «terra blanca». Representades amb freqüència pels pintors europeus durant l'època del Renaixement, sovint se'ls dona, com un terme de conveniència, el nom del pintor en les pintures del qual s'han identificat les catifes corresponents. Les més conegudes són les catifes Holbein i Lotto.[87]
- Les catifes Esmirna es teixeixen als voltants de la ciutat avui coneguda com a Izmir. Els seus «dissenys urbans» més elaborats i curvilinis distingeixen les catifes d'Esmirna dels productes d'altres centres d'Anatòlia. Els adorns individuals estan directament relacionats amb les catifes otomanes de «la cort». En particular, les vores principals sovint contenen cartutxos allargats com els que es veuen en les catifes «Transsilvània».[87][91]
- Milas es troba a la costa del sud-oest de la regió de la mar Egea. Des del segle xviii, predominantment es teixeixen aquí catifes amb un disseny de catifa d'oració i característics mihrabs. Altres tipus inclouen les catifes «Ada (illa) Milas» de l'àrea de Karaova, amb polígons verticalment sinuosos en els seus camps, i l'estrany «medalló Milas» en la seva majoria de color groc daurat sobre un fons vermell. Les seves vores sovint mostren decoracions en forma d'estrella compostes per adorns en forma de fletxa que apunten cap al centre. Dissenys similars també es troben en catifes caucàsiques. Els colors més utilitzats són el violeta pàl·lid, el groc càlid i el verd pàl·lid. La base del panel de camp sovint és de color vermell.[91]
- Megri es troba en la costa sud de Turquia, enfront de l'illa de Rodes. Al 1923, va ser tornat a anomenar Fethiye. Les catifes Megri sovint mostren una divisió del camp interior en tres altres camps llargs, amb motius florals inscrits. També es veuen dissenys de catifes d'oració amb bandes escalonades. Els colors típics són groc, vermell brillant, blau clar i blau fosc, i blanc. Les catifes de Megri també es venen sota el nom de Milas, i de vegades és difícil diferir aquests dos productes de fabricació de la ciutat.[87]
- El poble i la província d'Isparta no tenen una llarga tradició de teixir catifes. Les catifes d'aquesta regió tendeixen a imitar els dissenys de catifes perses. La seva alta densitat i robust teixit fa que aquestes catifes siguin útils per al consum domèstic, i rara vegada s'exporten.[88]

### Anatòlia central
Anatòlia central és una de les principals àrees de producció de catifes a Turquia. Els centres regionals de teixit amb dissenys i tradicions diferents són:

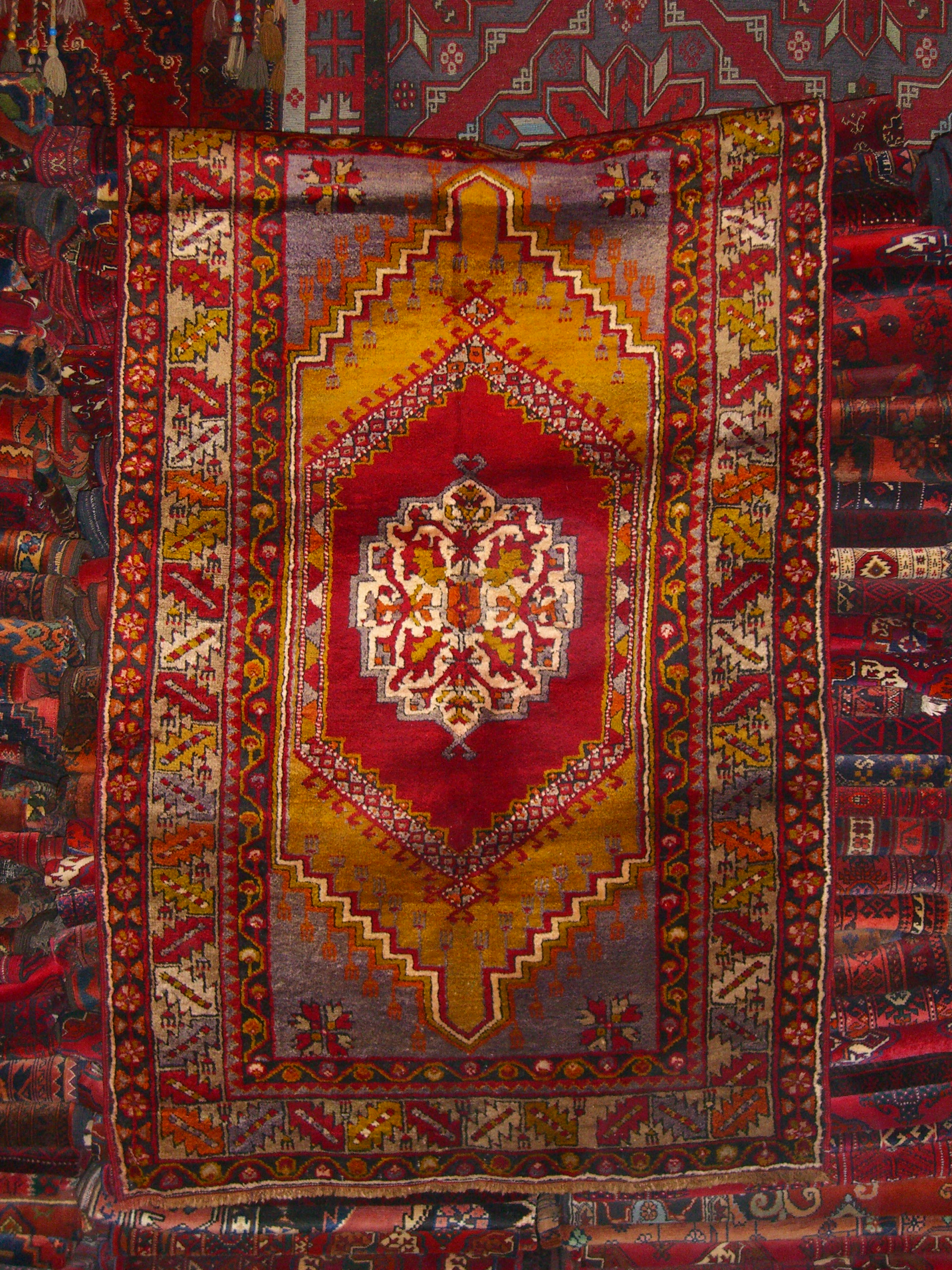
Catifa d'oració de doble nínxol d'Anatòlia central

- La ciutat de Konya és l'antiga capital de l'Imperi Seljuq. El Museu Mevlana a Konya té una gran col·lecció de catifes d'Anatòlia, inclosos alguns dels fragments que es trobaven a les mesquites Alaeddin i Eşrefoğlu. Les catifes de la fabricació de Konya sovint mostren un elaborat disseny de catifa d'oració, amb un camp vermell brillant de color grollerament monocromàtic. Les catifes de «Konya-Derbent» sovint tenen dos medallons florals en el camp sota el mihrab. La tradició de la catifa «Konya-Selçuk» (Selçuk) utilitza un prim medalló octogonal al mig del camp, amb tres formes geomètriques oposades coronades per tulipes. També és típic una amplia vora principal ornamental amb patrons detallats de filigrana flanquejats per dues vores secundaries amb serpentejants plantes enfiladisses i flors. Les catifes de «Keçimuslu» sovint es venen com a catifes de Konya, i mostren un camp similar de color vermell brillant, però amb prominents colors verds la vora principal.[88][92]
- Les catifes de Konya-Ladik sovint mostren dissenys de catifes d'oració. Els seus camps són en la seva majoria en vermell brillant, amb dissenys de mihrab escalonats. Al davant, i algunes vegades a dalt, el nínxol d'oració són aguilons més petits. Els frontons sovint estan disposats en grups de tres, cada frontispici decorat amb un ornament de tulipa geomètrica estilitzada. Les tulipes freqüentment es mostren de cap per avall a l'extrem inferior del nínxol d'oració. Els carcanyols acostumen a ser de color groc daurat i mostren adorns de gerra d'aigua. El disseny «Ladik sinekli» també és específic per a Ladik. En un camp blanc o crema, es disposa una multitud de petits ornaments negres, que s'assemblen a les mosques (sinek). Les catifes «Innice» s'assemblen a les catifes Ladik en l'ús d'adorns de tulipes i l'audaç camp vermell complementat per la base verda brillant dels carcanyols. Les catifes «Obruk» mostren el disseny i els colors típics de Konya, però els seus ornaments són més audaços i estilitzats, semblants a les tradicions dels yürük, teixidors d'aquest poble. Les catifes Obruk de vegades també es venen a Kayseri.[88][92]
- Les catifes de Kayseri es distingeixen pel seu fi teixit que caracteritza la producció de manufactura, que preval en aquesta àrea. Les catifes es realitzen principalment per a l'exportació i imiten dissenys d'altres regions. S'usa llana, seda i seda artificial. Els principals productes dels fabricants de Kayseri s'acosten molt als d'Hereke i Kum-Kapı. Avanos, Ürgüp, Avanos i İncesu són pobles de Capadòcia.[88][92]
- Les catifes d'Avanos, sovint en disseny de catifes d'oració, es distingeixen pel seu teixit dens. Per regla general, un elaborat penjoll que representa una làmpada de la mesquita o un amulet protector triangular («mosca») que penja del nínxol d'oració adorna el camp. Els nínxols d'oració sovint són escalonats o dibuixats als costats en la forma clàssica de «cap i espatlles». El camp sovint és de color vermell brillant, i envoltat de carcanyols grogcs i vores. El fi teixit permet patrons ornamentals elaborats, que fan que la catifa d'Avanos sigui fàcil d'identificar entre d'altres catifes.[87][88][92]
- Les catifes Ürgüp es distingeixen pels seus colors. El marró daurat és dominant, sovint es veuen taronja brillant i groc. Un medalló dintre d'un altre es col·loca amb freqüència en el camp, que és d'un color típic «Ürgüp vermell», decorat amb motius florals. Les palmetes omplen els medallons de la cantonada i les vores principals. La vora secundaria més externa, sovint té merlets recíprocs.[87][88][92]

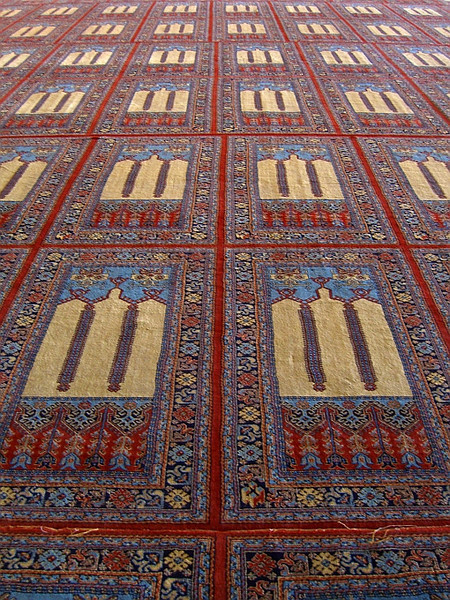
Catifa d'«oració de nínxol múltiple», o saph en la Mesquita Blava a Istanbul.

- Les catifes de Kırşehir, Mucur i Ortaköy estan estretament relacionades, i no es distingeixen fàcilment entre si. Els dissenys d'oració i medalló estan teixits, així com dissenys de jardí (mazarliko «cementiri»). Els colors blau turquesa pàl·lid, verd pàl·lid i rosa prevalen. Les catifes d'Ortaköy mostren un ornament central hexagonal, que sovint inclou un disseny cruciforme. Les vores mostren clavells estilitzats disposats en una fila de compartiments quadrats. Les catifes de Mucur sovint tenen un disseny escalonat de «nínxol d'oració dintre d'un altre nínxol d'oració», amb contrasts de colors vermells i anyil clars i separats per contorns grocs. Les vores estan compostes per fileres de quadrats emplenats de diamants geomètrics o models romboïdals. Mucur i Kırşehir també són coneguts per les seves catifes d'«oració de nínxol múltiple», o saph.[87][88][92]
- Niğde és el gran mercat de moltes catifes teixides als pobles dels voltants que es venen amb la firma de Niğde. Si s'utilitza un disseny de catifa d'oració, el nínxol i els carcanyols acostumen a ésser alts i estrets. Així mateix, el camp central no és de manera substancial més gran que la vora principal. Típic per a Taşpınar són els medallons centrals allargats, quasi ogivals i els colors dominants en vermell càlid, blau i verd clar. Les catifes Fertek es distingeixen pels seus adorns florals simples. El camp principal sovint no està separat de la vora principal, com de costum, sinó per una vora secundaria més petita. La vora secundaria més extern acostuma a tenir models de merlets. La composició del color sovint conté vermells suaus, verds oliva fosc i blau. Les catifes Maden usaven vermell de cotxinilla per als seus camps principals, que són estrets i prims, com els típics de les catifes Niğde. La base de la seva vora principal sovint està tenyida de marró corrosiu, la qual cosa causa el deteriorament de catifes en les àrees teixides amb aquest fil i produeix un efecte de relleu. Yahali és un centre regional i un mercat per als seus voltants. Les catifes d'aquesta regió sovint tenen un medalló central hexagonal, amb adorns de doble ganxo als camps i clavells a la vora principal.[87][88][92]
- Les catifes de Karapinar i Karaman pertanyen geogràficament a l'àrea de Konya, però el seu disseny és més similar a les catifes teixides a l'àrea de Niğde. El disseny d'algunes catifes Karapinar mostra similituds, però no està relacionat, amb catifes turcmanes, ja que tres columnes coronades per hams dobles amb freqüència formen el nínxol d'oració. Els adorns oposats de «doble ganxo» omplen les columnes tant a les catifes de Karapinar com de Karaman. Un altre tipus de disseny que es veu sovint en els camps de Karapinar consta de motius geomètrics hexagonals primaris disposats un sobre l'altre, en vermell tènue, groc, verd i blanc.[87][88][92]
- Sivas, Zara i Kangal, les fàbriques estatals, algunes d'elles organitzades com a escoles de teixit, produeixen catifes a Sivas. El disseny imita catifes d'altres regions, especialment dissenys perses. Les catifes tradicionals de Sivas es distingeixen pel seu pèl de vellut, dens, en dissenys elaborats que són característics d'una «fàbrica de la ciutat». La vora principal consta en general de files de tres clavells, units per una tija. Zara, a 70 km a l'est de Sivas, té una colònia de teixidors d'Armènia que produeix catifes amb un disseny característic compost per fileres de ratlles verticals que s'estenen per tot el camp. Cada franja està plena d'elaborats arabescs florals. El pèl es retalla molt curt perquè els models molt detallats es puguin veure's clarament.[87][88][92]

### Anatòlia oriental
Actualment no podem reconèixer dissenys locals específics en catifes de l'est d'Anatòlia. Fins al genocidi armeni en 1915, l'est d'Anatòlia tenia una gran població armènia, i algunes vegades les catifes són identificades com de producció armènia per les seves inscripcions. També falta informació respecte de la producció de catifes kurda i turca. La investigació en la dècada de 1980 ha arribat a la conclusió que la tradició del teixit quasi s'ha esvaït, i es pot perdre encara més informació específica.

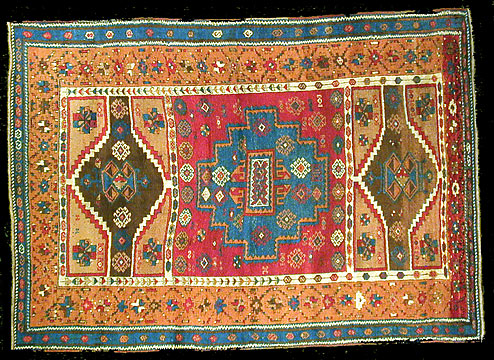
Catifa «Yörük-Teppich», Anatòlia oriental, ca. 1880

- Kars és la capital de la província de Kars al nord-est d'Anatòlia. Les catifes produïdes al voltant de la ciutat són similars a les catifes caucàsiques, amb els seus colors més tènues. Kars també s'usa com a firma, relacionada amb la qualitat del teixit. Les catifes de més baix qualitat teixides en aquesta regió de vegades es diuen catifes «Hudut» —és a dir, frontereres—, ja que es teixeixen a la zona de la frontera entre Turquia, l'Iran, Armènia i Geòrgia. Els dissenys típics s'assemblen molt a les regions caucàsiques veïnes. Les catifes Kars sovint mostren dissenys «Kasak» com es veu en les catifes Fachralo, Gendje i Akstafa, però la seva estructura i materials són diferents. Les catifes de Kars o Hudut sovint tenen pèl de cabra.[88]

Altres catifes d'Anatòlia oriental en general no s'atribueixen a un lloc específic, sinó que es classifiquen segons la seva procedència tribal. Com les tribus kurdes o dels yörük que havien viscut com a nòmades la major part de la seva història, i tendien a teixir dissenys tradicionals tribals, més que locals. Si una catifa amb un disseny general de Yörük es pot atribuir a una regió específica —com els Yörüks també viuen en altres regions d'Anatòlia—, el nom «Yörük» de vegades precedeix al nom regional. La regió prop de les ciutats de Diyarbakır, Hakkâri i la província de Van té una gran població kurda. Les ciutats d'Hakkâri i Erzurum eren mercats de kilims kurds, catifes i teixits més petits, com ara bressols, bosses i decoracions per a tendes de campanya.